# Histoire du Limoges Cercle Saint-Pierre
 (juin 2025).
Cet article présente l'histoire du Limoges Cercle Saint-Pierre.

## Historique

### Les balbutiements (1929-1960)
Issu d'une modeste association de patronage (paroisse de Saint-Pierre-du-Queyroix, en centre-ville) initialement composée d’une simple troupe de théâtre, le CSP se dote d’une équipe de basket. Le 13 novembre 1929, le Cercle Saint Pierre basket-ball voit officiellement le jour grâce à Roger Foussat, le premier président du « cercle ». Le siège social est au 3 rue saint Nicolas à Limoges. Le club de patronage a des locaux modestes entre l’église Saint-Pierre et le lycée Gay Lussac. De plus les ressources se composent alors des seules cotisations des membres qui s’élèvent alors à 20 francs par an. Au départ, le patronage n’est qu’un lieu de rencontre.
Le basket ne fait son apparition officielle au sein du patronage qu’en 1933, avec l’entrée en compétition de la première équipe du « cercle ». Le capitaine de l’époque, Couegnas, et ses troupes (MM. Boisseau, Beger, Cohendy, Dutour et Sénèque) souffrent face aux réserves de l’Alouette, la Martiale ou de la Saint-Louis. L’équipe ne dispose alors pas de véritable terrain pour s’entraîner, les matches de division d’honneur (le plus bas niveau de l’époque) ont lieu le dimanche après la messe et les déplacements n'excèdent pas Saint-Léonard ou Saint-Junien.
Au milieu des années 1930, les entraînements vont faire leur apparition : chaque mercredi soir les joueurs se retrouvent dans la cour du patronage. Deux chanoines, Bréchard et Fourgeaud, vont également encourager le développement de la pratique sportive. Tout cela attire de nouveaux adhérents et trois équipes vont dorénavant porter le maillot du « cercle ». Parmi eux, MM. Bessaguet, Ménard, R. Sénèque, Daly, Bost, Picat, G. Dutour, A. et G. Cortey, Souza, Breuil, Varnat, J. et P. Georgio, Plainemaison, Masson, Michel, Mandoux et G. Sénèque. Lors d’une triple rencontre contre la Saint-Martial, les équipes du cercle repartent avec trois défaites : -20 en cadet, -40 pour la réserve et -70 pour l’équipe première. Le CSP est alors le parent pauvre du basket limousin.

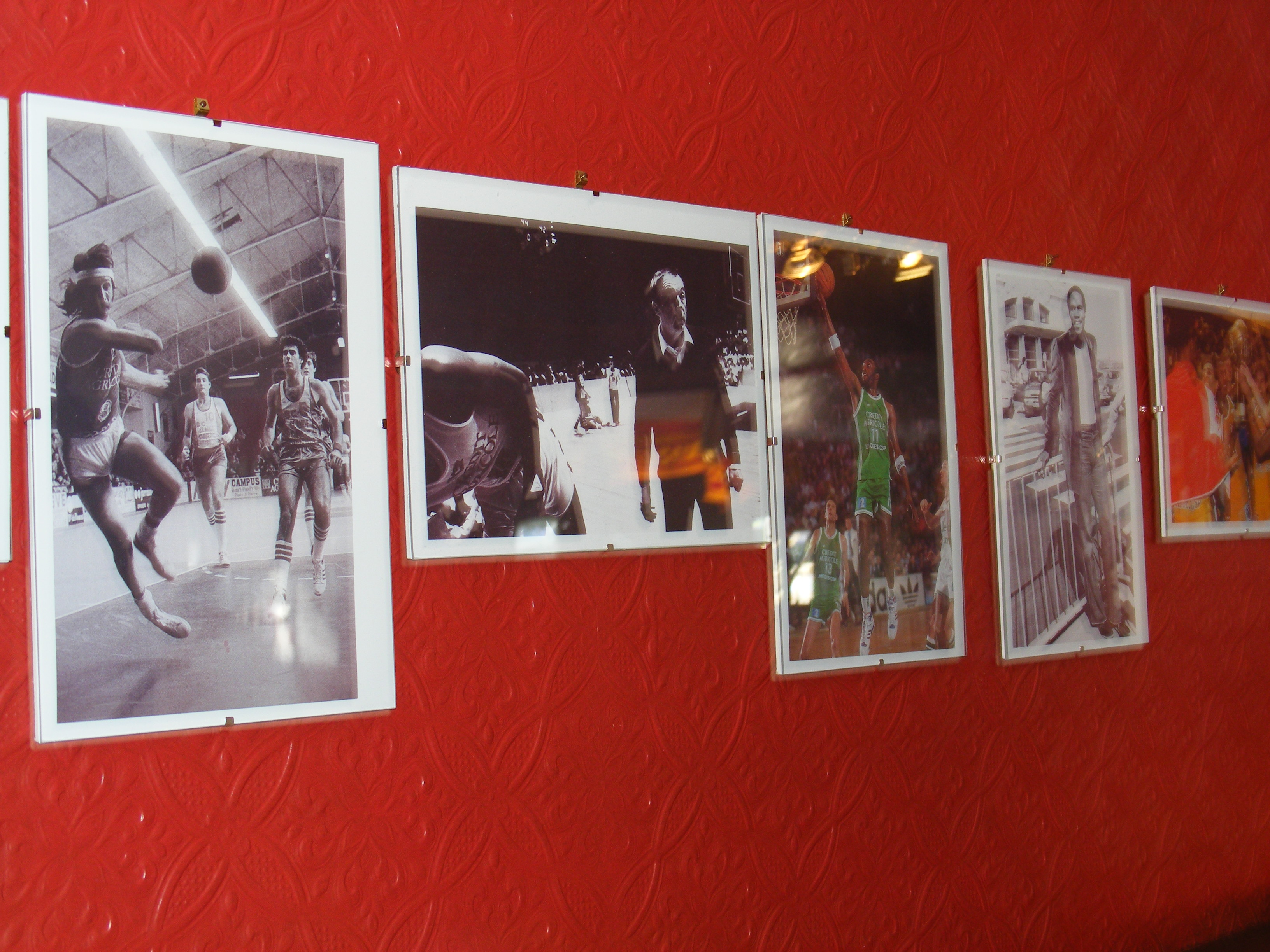
Mur de photographies sur le Limoges CSP lors d'une exposition pour les 80 ans du club.

Le basket se structure au niveau fédéral dans les années 1940 et cela profite au club qui bénéficie pour la première fois d’un arbitre, Raymond Sénèque.
La guerre n’a pas stoppé l’évolution du club. Le « patro » en profite, grâce à son équipe junior (Breuil, Varna, Mandoux, Cortey, Masson, Michel, Gilbert et Sénèque), pour remporter ses premiers lauriers lors de la saison 1942-43. N’ayant pas trouvé de maillots verts, le CSP joue en rouge et avec de vieilles chaussures dont les joueurs ont supprimé les talons. Cette saison, c'est le début des grands déplacements : Brive, Guéret, Ussel, Montluçon. Le CSP devient champion de Haute-Vienne junior avant de disputer la finale du championnat du Limousin, puis les demi-finales du championnat de France à Montluçon contre les Écureuils Montferrandais. L’équipe compte dans ses rangs 5 sélectionnés en équipe départementale. Mais le prolongement de la guerre fait éclater cette équipe prometteuse. La quasi-totalité de l’équipe junior s’engage en effet dans la résistance : les fondateurs ne s’étaient pas trompés («… préparer au pays des hommes robustes et de vaillant soldats… »).
Xavier Popelier n’a alors que 14 ans et s’intéresse plus au scoutisme qu’au basket. En février 1948, à l’initiative d’Albert Chaminade, doyen de la Médaille de la jeunesse, des sports et de l'engagement associatif de la Haute-Vienne, ancien arbitre national et international, politicien car conseiller municipal de Louis Longequeue, joueur de basket originaire de la région. Une rencontre fut organisée pour promouvoir un peu plus le basket. Elle opposa une sélection du Limousin à une formation hongroise (47-28 pour la sélection Limousine).
En 1950, Popelier, alors membre de l’ASPTT athlétisme, rejoint le cercle où les frères Biojout sont déjà présents : Pierre et Jean-Claude (première licence à 9 ans, il ne connaîtra jamais d’autres clubs) porte le maillot vert cercliste.
C’est également l’arrivée du premier international du club : Guy Beaumord qui est alors international junior.

### La quête de l'élite (1960-1981)

#### Un nouveau cycle de 1960 à 1972 (Fédérale Masculine)
Lors de la saison 1960-61, le président Roger Constant et l'abbé Lesport dotent le club d'une véritable infrastructure dans le quartier des Coutures : terrain de basket, salle de tennis de table et de gymnastique puis, plus tard, rénovation du vieux siège social du centre ville avec l’abbé Louvet.
Le début des années 1960 coïncide aussi avec la volonté d’allier le « cercle » à d’autres « patro », notamment la Saint-Louis de Gonzague. L’Entente sportive et culturelle de Limoges voit donc le jour, mais capote. Le 12 juin 1961, le Cercle Saint Pierre est recréé. Un des responsables de la section basket, M. Malaurie, contacte Xavier Popelier, qui avait quitté le club au moment de la fusion, pour aider à la relance de la discipline. Il devient le responsable de l’équipe première dont le capitaine et meneur de jeu n’est autre que Jean-Claude Biojout. Les couleurs « vert et blanc » sont dues à la part prépondérante prise par la Confrérie des Bouchers dans la création du CSP. Leur accord a été acquis mais en contrepartie le club doit prendre les couleurs de Saint Aurélien.
L'arrivée en 1961 de Xavier Popelier comme président du club va faire basculer le destin du Cercle Saint-Pierre. En 1961, le Cercle Saint-Pierre n'est qu'un simple patronage au milieu de milliers de patronages à travers la France. L'ancien joueur de l'ASPTT Limoges et du Cercle (il rejoint le Cercle à l'âge de 20 ans) est aidé dans sa tâche par son ami, Jean-Claude Biojout (il intègre le Cercle à partir de l'âge de 9 ans). En 1963, le CSP des frères Biojout remporte le championnat d'Excellence Régionale tandis que le grand rival régional, le club des laïcs, l'ASPTT Limoges joue dans la cour des grands (Nationale I de 1964 à 1966 avec la présence d'un international Français, Jacques Veyrier). Les dirigeants, durant cette période, voyagent aux quatre coins de l'Europe (Allemagne, Angleterre, Italie etc.) pour s'inspirer de ce qui se fait de mieux à l'étranger. Lors de la saison 1971-1972, le Cercle Saint-Pierre connaît l'une des pires saisons de l'histoire du club : il finit à la neuvième et dernière place avec 4 victoires en 18 matches. C'en est trop pour les deux passionnés, qui décident de réagir. Le Limoges CSP s'entoure alors de personnes plus qualifiées, leur confiant des tâches bien précises dans le sens d'une professionnalisation du club à moyen terme. Cette politique intelligente n'aurait pas été possible cependant sans la ténacité et la volonté des hommes de base.

#### Le début d'un projet, saison 1972-1973 (Excellence Régionale)
À l'aube de la saison 1972-1973 (Excellence Régionale), l'objectif est clair, il faut amener le « Patro » parmi les meilleures équipes françaises. Une conférence est tenue devant la presse annonçant les objectifs du club. La presse régionale se gausse alors de l'objectif du tout petit club limousin qui stagne depuis des années, et dont la mairie s'est désintéressée. Le CSP leur donne tort dès la saison 1972-1973 en terminant premier sans la moindre défaite. Raymond Bique (1,90 m), Lajat ou encore Devalois furent les principaux artisans de la remontée du club en Nationale IV (ex-Fédérale Masculine).

#### Des ambitions confirmées, saison 1973-1974 (Nationale 4)
La saison suivante (1973-1974, Nationale IV) est l'occasion pour le Cercle de recruter des joueurs de plus de 1,90 m avec la venue de Souleymane Fall, un Sénégalais qui devient le premier étranger du Cercle Saint-Pierre, et d'un local, Cabirol. Le Cercle possède désormais quatre joueurs de plus de 1,90 m avec Puymard, Souleymane Fall, Raymond Bique et Cabirol, de quoi envisager la montée en nationale III. Le CSP entame sa saison sans trop de difficultés et est à la lutte avec l'U.S.B Agen ainsi que le SA Mérignac. Mais le Cercle ne s'arrête pas là. À la fin de l'année 1973, le club tente alors de faire venir grâce à l'aide de Stojovic (Yougoslave du Limoges Foot Club) l'ailier Radoliub « Rocky » Radenkovic, international junior, champion du monde avec la Yougoslavie en 1971 à Ljubljana en provenance de l'Étoile Rouge de Belgrade (il a également joué au Partizan de Belgrade). Les dirigeants remplissent sans trop y croire les papiers de procédure de visa. Radenkovic débarque à Limoges en janvier 1974. Le club tient enfin la recrue qui pourra lui donner une certaine stature au niveau national. Pour son premier match, Radoliub Radenković marque 69 points contre Montmidi Poitiers à Limoges, c'est un large succès pour les Verts (135-48, record de points en un match pour le CSP, première fois que le CSP atteint les 100 points). Le Cercle finit deuxième de la poule C derrière l'U.S.B Agen et accède à la Nationale III.

#### En route pour la Nationale 2, saison 1974-1975 (Nationale 3)
La direction du CSP vise désormais la Nationale II et c'est au même moment que le Cercle s'installe définitivement dans la salle Municipale des Sœurs de la Rivière pour ses rencontres. Le club conserve ses cadres et cherche un géant américain pour jouer la montée. Ce premier américain de l'histoire du Cercle sera Jim Collins (Américain blanc, 2,05 m, pivot, Université d'Iowa). Par ailleurs le Limoges CSP se rapproche de l'équipe du moment, l'Aspo Tours, entraînée par Pierre Dao alors entraineur de l'équipe de France et qui est un ami des dirigeants du Limoges C.S.P (Le CSP joue plusieurs fois en amical face à l'ASPO Tours durant les années 1970). Avec la paire Radenkovic-Collins, le Cercle ne fait pas dans le détail lors de la saison 1974-1975 (Nationale III). Toutefois le CSP doit faire face au Castres B.C. Il faut attendre le match à Limoges contre le Toulouse O.A.C (victoire du Cercle, 80-51) pour voir le CSP monter en Nationale II. Cette saison aura également été l'occasion de voir deux confrontations historiques entre le Cercle Saint-Pierre et l'ASPTT Limoges (Nationale II) devant un public nombreux où les Cerclistes connaîtront les qualités du premier Américain du basket limousin, Quinas Brower (arrive à l'ASPTT Limoges en 1972), le père biologique de Olivier Saint-Jean alias Tariq Abdul-Wahad (ex-joueur de Pro A à Évreux puis de NBA avec Sacramento Kings). Le Cercle termine cette brillante campagne sur une élimination face au B.C Montbrison en quarts de finale à cause du départ de Radenkovic (il partira après son refus d’être naturalisé car le club souhaitait recruter un Américain, et le règlement de Nationale II stipulait qu’un seul étranger n’était autorisé par équipe) et celui de Jim Collins reparti aux états-Unis pour voir sa femme.

#### Une première expérience, saison 1975-1976 (Nationale 2)
La première saison en Nationale II (1975-1976) est une saison d'apprentissage. Durant l'intersaison, les dirigeants réussissent une grosse affaire sur le marché des transferts en recrutant Lionel Moltimore (noir américain, 2,03 m, pivot) qui devait venir à l'ASPO Tours, l'un des cadors de la Nationale I (optèrent finalement pour conserver L.C. Bowen, grande star de l'ASPO Tours). Le CSP met par ailleurs la main sur le talentueux ailier, Gérard Métadier (ex-Asptt Limoges) et enfin sur le scoreur fou, Gérard Maza. Le Cercle s'impose la plupart du temps à domicile, notamment contre des favoris tels que le Stade Français (86-77, match retour) ou encore face à Cabourg (92-91, match aller) et se fait une réputation d'équipe accrocheuse lors du match nul face à Asnières (83-83, match retour à Limoges). La saison se termine par une septième place insuffisante pour monter en Nationale I. À la fin de la saison 1975-1976, le club aura l'occasion en match amical de se frotter pour la première fois contre l'Élan Béarnais, à Limoges (défaite, 90-120). Pour remercier ses supporters, le club organise un match entre le CSP et les Long Beach All-Stars (des Américains sans clubs) que le CSP perd.

#### Une équipe prometteuse, saison 1976-1977 (Nationale 2)
Après une saison moyenne, le Limoges CSP renforce son effectif par l'arrivée de l'expérimenté Claude Bolotny (Charenton, meneur, 1,94 m), de Didier Rose (1,85 m) et du jeune prometteur, Jean-Yves Efros (ABC Nantes, pivot, meneur, 2,05 m). Dans une réunion d'avant-saison, Jean-Claude Biojout annonce : « Notre objectif, préparer la montée pour 1978 » et l'on apprend que Claude Bolotny est le nouvel entraîneur de l'équipe dans le souci d'essayer d'appliquer une méthode qui a fait preuve dans plusieurs clubs de l'élite française, voire européenne. La rumeur d'un Palais des Sports à Limoges devient de plus en plus forte ; annoncé un an auparavant par le Populaire du Centre devant l'ampleur que prenait le basket à Limoges mais surtout dans l'intérêt de l'image de la ville. Le CSP entame une préparation sereine et joue même un match contre une équipe nord-américaine pour la première fois de son histoire, le Macy's South Dakota, mais la différence est telle que le CSP perd de 17 points (90-107). Toutefois les joueurs du Cercle ne sont pas démoralisés. Le Cercle termine sixième lors de la saison 1976-1977 montrant que le club se construit peu à peu sur des bases saines. Le club termine par une rencontre amicale face à l'Étoile Rouge (défaite 96-116) et Anvers, à Limoges. Ce sont les premières rencontres européennes du club.

#### La montée en Nationale 1, saison 1977-1978 (Nationale 2)
Le premier changement vient avec l'arrivée de l'entraîneur Jean-François Dubreuil pour que Bolotny se concentre sur son poste de meneur.
Le Cercle Saint-Pierre manque de taille. Le club fait appel au pivot sénégalais, naturalisé français, Apollo Faye. La saison 1977-1978 doit permettre au Cercle de monter enfin en Nationale I. La saison commence sur les chapeaux de roues. Le Cercle est invaincu à domicile. C'est à ce moment que les Limougeauds, et pas seulement les spécialistes de basket, vont fréquenter la salle des Sœurs de la Rivière. Lionel Moltimore et Apollo Faye régalent la salle Municipale. On assiste à des actions spectaculaires : les dunks de Moltimore et Faye, les tirs longues distances du « shooteur fou » Gérard Maza ou encore les passes lasers de Claude Bolotny. Une saison hors norme. Les cerclistes finissent premier de la poule B. Mais pour que le Cercle monte en Nationale I, il lui faut gagner la demi-finale en matchs aller-retour face au deuxième de la poule A. Ils affrontent Asnières de l'entraîneur Francis Flamme (qui sera plus tard président de Paris-Levallois) en demies. C'est lors de ces deux rencontres que l'histoire du Cercle semble vouée à un avenir radieux. Le Limoges CSP réalise l'exploit, le 29 juin 1978, de s'imposer lors de la demi-finale aller dans la salle Maurice Thorez de Nanterre face à Asnières sur un tir au buzzer de Claude Bolotny qui donne la victoire au Cercle (87-88 pour le Cercle). Au match retour, le 3 mai 1978, Gérard Métadier envoie le CSP en Nationale I sur deux lancers-francs (89-88).

#### Première expérience, saison 1978-1979 (Nationale 1)
Après la brillante victoire contre Asnières, la municipalité décide d'installer sur le site de Limoges-Beaublanc, la future salle de sport de Limoges. La maquette du Palais des sports de Beaublanc sera dévoilée en octobre 1978. Le site choisi est celui d'un ancien terrain de basket en plein air qui disposait de tribunes pouvant accueillir 200 spectateurs environ. Selon le Populaire du Centre, les travaux commenceront à la fin de la l'année 1978, dirigés par l'architecte Mr Rauby. Entre-temps, Popelier et Biojout sont conscients que le CSP ne doit pas tomber dans l'ivresse pour la saison 1978-1979. Ils recrutent Richard Dacoury et Lionel Livio pour leur première saison en Nationale I. Ces deux jeunes ne sont pas encore connu du milieu; c'est un pari pris par les dirigeants du club. Limoges décroche sa première victoire face à Monaco (104-99). Les hommes de Jean-François Dubreuil, luttent vaillamment à domicile comme le montre cette victoire dans la salle MU face à Mulhouse (96-94) ou encore cet exploit d'envergure en battant l'une des plus grandes écuries du basket-ball Français, l'Asvel (96-95). Toutes leurs victoires se font à l'arraché. Les Verts finissent leur première expérience en Nationale I par une victoire à Berck (100-106, match retour) grâce à Apollo Faye et ses paniers en Or. Le CSP évite les barrages en obtenant de peu la dixième place.

#### Un sauvetage, saison 1979-1980 (Nationale 1)
Pour bien démarrer la saison 1979-1980, la mairie débloque 250 000 francs et offre la gratuité de la salle des sœurs rivières. C'est une contrainte en moins pour le CSP Limoges qui peut alors recruter de nouveaux joueurs. Deux nouvelles recrues viennent renforcer l'effectif: Jean-Luc Deganis, un intérieur qui a déjà fait ses classes et Yves-Marie Vérove, combatif des deux côtés du terrain en tant que meneur. Le premier match est une catastrophe, Le Mans démonte le CSP (78-103) devant les téléspectateurs d'Antenne 2. La réaction de l'entraîneur est directe: On s'est renforcés, on s'y est cru. La même saison, c'est l'occasion pour le club de fêter ses 50 ans d'existence. Les sponsors sont arrivés en masse pour cette saison. La salle fait le plein à chaque matchs. Contre Tours, Limoges implose et perd de plus de 40 points. En dix-huit journées, Limoges n'a pas réussi à décrocher une victoire loin de sa base. Limoges tient une victoire importante pour le maintien contre Orthez où Apollo Faye capte 41 rebonds. Ce qui permet au Cercle Saint-Pierre de conserver sa 11e place (45 points). Il faut alors pour le CSP, jouer les barrages dans la salle Salle Tainturier de Compiègne. Dans la poule de barrage figure Avignon, Vichy et Reims. Limoges termine premier de la poule de barrage avec 2 victoires - 1 défaites et un différentiel de +27, respectivement devant Avignon, Vichy, Reims. Les cerclistes se sont sauvés de peu, en Nationale I.

#### Une qualification Historique, saison 1980-1981 (Nationale 1)
La saison suivante (1980-1981) est une saison importante pour l'histoire du Cercle. Les travaux de Beaublanc sont bien avancés (le 1er septembre 1980, on peut désormais voir deux tribunes en béton se faire face). Jean-François Dubreuil laisse sa place à André Buffière. Limoges a selon la presse enfin un vrai professionnel. Le président Popelier ne cache pas ses intentions de rallier l'Europe dès cette saison. Pour cela de nouvelles recrues sont appelés à vêtir le maillot vert: Sylvain Grzanka, un meneur de qualité; Mark Wickman, un Américain réputé pour son adresse et enfin Marvin Payne, un intérieur américain de 2,05 m, en concurrence avec Wickman. En préparation, la Joventut Badalona, vice-championne d'Europe, est dominé par le CSP, à Limoges et les cerclistes récidivent à Eguzon. Pourtant, en championnat, le Cercle Saint-Pierre commence très mal avec quatre défaites de suite face aux cadors de la Nationale I (Le Mans (84-74), Stade Français (100-88), Tours (89-91) et Caen (75-71). Finalement, la cinquième journée, permet au CSP de remporter sa première victoire contre Mulhouse (102-84) grâce à une individuelle à mi-terrain, exemplaire. L'équipe d'André Buffière pêche par son manque d'expérience. Les matchs du CSP sont de véritables batailles que ce soit lors d'une victoire à Nice (96-98) ou d'une défaite à Antibes (81-80) où Mark Wickman manque de peu le tir de la victoire. À l'issue de la fin de la 1re phase du championnat, Limoges se retrouve à la 8e place avec 13 victoires et 13 défaites. Les verts doivent joués en poule de classement et peuvent décrocher une qualification pour la coupe Korac. Dans la poule de classement, on retrouve: le Stade Français (5e de la 1re phase), Avignon (6e de la 1re phase), Caen BC (7e de la 1re phase). Dès le début de la phase aller, les limougeauds sont transformés et battent le Stade Français (84-101, à l'extérieur), puis Avignon (97-66, à domicile), puis Caen (118-87, à domicile). Avec ces victoires, Limoges fait un grand pas pour la qualification européenne. Les matchs retour, Limoges assure une victoire à Avignon (96-98) et permet d'atteindre la barre des 4 victoires. Finalement, Limoges termine 1er de la poule de classement avec 4 victoires et 2 défaites, devant Avignon grâce au différentiel de paniers inscrits. L'Europe arrive en Limousin avec la Coupe Korać.

### Les années fastes (1981-1995)

#### En route pour les grands succès, saison 1981-1982 (Nationale 1)
Pendant que Beaublanc s'érige peu à peu, l'équipe technique du CSP construit une équipe capable de relever le défi européen et national. Trois recrues viennent renforcer le CSP lors de la saison 1981-1982 : le meneur français Jean-Michel Sénégal, finaliste de la Coupe des Coupes 1976 avec l'ASPO Tours, Edward Murphy, l'excellent scoreur américain en provenance de Malines en Belgique et le pivot américain Irvin Kiffin qui a évolué avec les San Antonio Spurs et les Los Angeles Lakers. André Buffière peut désormais compter sur un groupe solide pour s'attaquer au Championnat de France et à la Coupe de la Fédération. Le CSP impressionne et se fait rapidement un nom en dominant les favoris de la Nationale I. Murphy cartonne à chaque match (une moyenne de 29,8 points par match cette saison, meilleur marqueur 1981-1982) sachant que les règles de l'époque ne comportent pas la ligne à trois points. Beaublanc est inauguré le 30 octobre 1981 par le ministre de la défense, Charles Hernu, en compagnie du maire de Villeurbanne et de celui de Limoges lors du match Limoges CSP - ASVEL (victoire du CSP, 98-81). Le club du Mans reste la seule équipe capable de résister au Limoges CSP et à Orthez. Le Cercle Saint-Pierre termine deuxième de la saison 1981-1982, derrière Le Mans. C'est pourtant le Limoges CSP qui remporte son premier titre national, la Coupe de la Fédération en dominant l'ASVEL à Reims dans la salle René Tys (116-100, victoire du CSP dont 45 points de Murphy). C'est l'occasion du premier voyage en train des supporters du CSP, 17 wagons sont affrétés par la SNCF, plus de 800 supporters de Limoges envahissent le complexe sportif. La Coupe Korać 1982 et la Coupe de la Fédération en poche, le CSP réalise une grande saison.

#### Le premier triplé, saison 1982-1983 (Nationale 1)
La saison 1982-1983 est une copie améliorée de la saison précédente. Le Limoges CSP se renforce avec les arrivées respectives de Glenn Mosley (Noir américain, 2,04 m, ailier, en provenance des San-Antonio Spurs) et de Didier Dobbels (arrière, 1,95 m, ex-grand joueur de l'AS Berck, en provenance de l'ES Avignon). Le CSP vise le titre et le magazine Maxi-Basket en fait son favori. Le Cercle tient son rang de favori et ne laisse aucune chance à ses adversaires en Championnat de France (1er, 22 victoires, 4 défaites) malgré une belle résistance de Le Mans et d'Orthez. Ed Murphy réitère une grande saison (MVP et meilleur marqueur de la saison 1982-1983 pour la deuxième fois) et sans compter sur l'incontournable, Apollo Faye, toujours présent dans les missions aériennes. Le CSP est logiquement champion de France 1983, pour la première fois de son histoire. Le CSP enchaîne sur une victoire en finale de la Coupe de la Fédération à Caen face à Monaco (96-81), cette fois-ci, onze bus de supporters des Verts se déplacent, auxquels se joignent d'autres supporters (plus de 600 supporters à Caen). Puis le CSP termine sa formidable saison en remportant une nouvelle Coupe Korac à Berlin face au Sibenik. C'est le premier triplé du club.

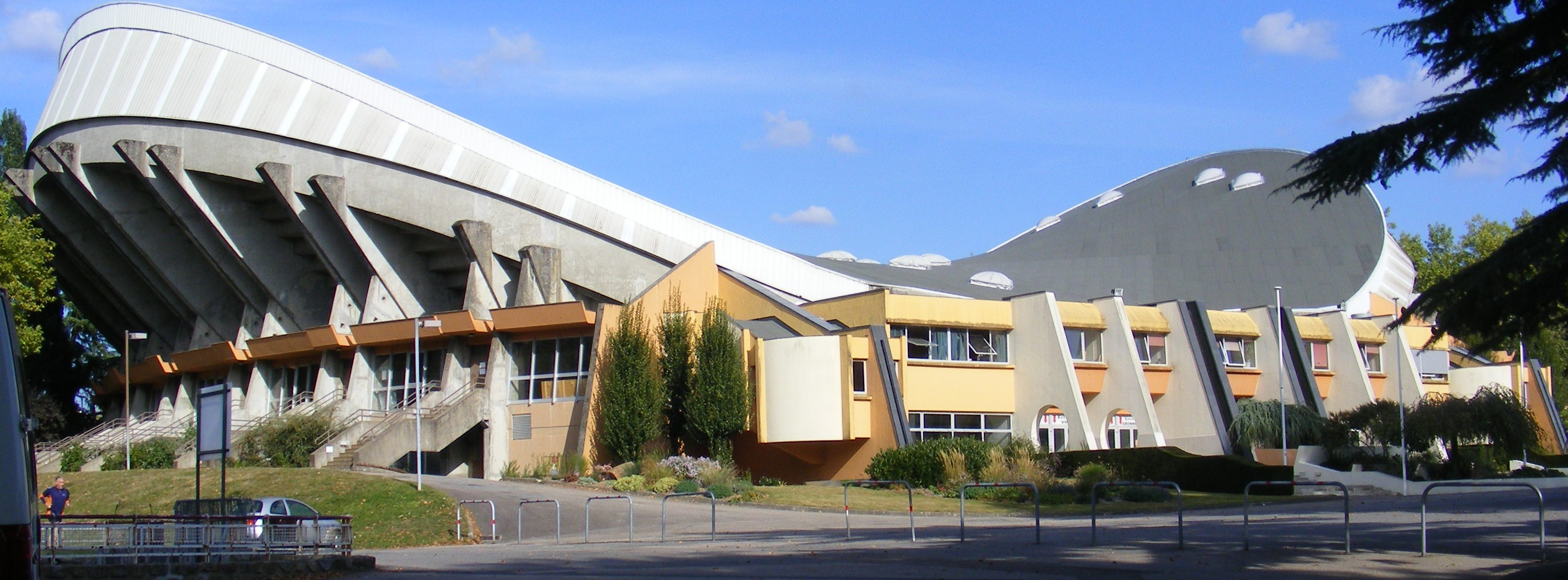
Une vue du Palais des sports de Beaublanc.

#### En apprentissage, saison 1983-1984 (Nationale 1)
La saison suivante (1983-1984), le Cercle ne conserve plus le magicien de la Korać, André Buffière comme entraîneur ainsi que l'homme de Rome, Mosley. Ils font place à Pierre Dao (l'entraîneur de l'équipe de France) ainsi qu'à Leon Douglas(Noir Américain, pivot, 2,08 m, en provenance des New-York Knicks) et George Brosterhous(américain blanc, naturalisé français, 2,05 m, intérieur). Popelier et Biojout savent que la différence entre la Coupe Korać et le Championnat des clubs champions est importante. De plus, le club doit faire face à l'émergence de certains clubs français tels que Orthez, Antibes, ou encore le Stade Français. C'est ainsi que le CSP joue gros lors de cette saison. Il ne brille pas en Europe (éliminé en poule, 1 victoire - 9 défaites) tandis que le basket français découvre l'équipe d'Orthez qui remporte sa première Coupe Korać face à l'Étoile rouge de Belgrade à Coubertin. En championnat, Limoges se fait peur en perdant à Beaublanc face à Antibes qui prend ainsi la première place à son adversaire du jour. C'est à ce moment que le CSP pense que le titre national lui échappe. Durant quatre nuits, les hommes de Pierre Dao en font des cauchemars. Et puis, à Bercy, les Antibois tombent devant le Stade Français. Le dernier match face à Challans n'est qu'une simple formalité. C'est le deuxième titre national. Murphy est encore élu MVP de la Nationale I et une troisième fois élu meilleur marqueur du championnat de France.

#### Coup double des verts, saison 1984-1985 (Nationale 1)

Logo du club dans les années 1980.

Dans l'intérêt de renouveler les cadres dans l'optique de la saison 1984-1985, le staff du CSP Limoges décident donc les venues du teigneux Gregor Beugnot (meneur, 1,87 m, en provenance du Mans, un meneur d'homme), de Curtis Berry (nord-américain, noir, 2,04 m, ailier) ou encore de « Joby » Vestris (Georges Vestris, pivot, 2,13 m, pivot de l'équipe de France, en provenance de l'ASPO Tours). En Europe, le CSP ne passe pas l'obstacle du huitième de finale, le CSKA Moscou. Au niveau national, Limoges rafle encore tout. Pour cette 63e édition du Championnat de France de Nationale I, il remporte son troisième titre national malgré la résistance de l'ASVEL. Limoges rajoute la dernière Coupe de la Fédération dans son tableau de chasse en allant battre le Stade Français chez lui au Stade Pierre-de-Coubertin devant une marrée Verte de plus de 2 000 supporters (88-87). Ce soir-là, les chants Limougeauds résonnent dans toute la salle. C'est la dernière saison de Ed Murphy qui finit encore meilleur marqueur du championnat et MVP. Par ailleurs, Richard Dacoury achève sa saison avec le titre du meilleur Français.

#### La concurrence, saison 1985-1986 (Nationale 1)
Ed Murphy, « l'homme qui semblait ne jamais manquer la cible » part vers d'autres horizons après quatre saisons marquées d'autant de titres de meilleur marqueur du championnat. Ce départ, ajouté à celui d'Apollo Faye, marque la fin d'un cycle. Le CSP version 1985-1986 n'est plus aussi fort qu'autrefois, malgré un recrutement de choix et notamment les arrivées de l'intérieur Stéphane Ostrowski(2,05 m, 23 ans, meilleur espoir 1983-1984 et nouvelle star du basket français), Mike Davis, mesurant 2,08m, 29 ans, un pivot américain reconnu en Europe après un passage à Barcelone, mais surtout la vedette américaine Billy Knight (1,99m, 33 ans), un ailier au passé prestigieux avec plus de dix saisons de NBA et deux participations au All-Star Game en 1977 et 1978. Troisième meilleur marqueur de l'histoire des Indiana Pacers, il arrive de NBA avec la lourde tâche de remplacer Ed Murphy dans le cœur des supporters limougeauds. Une belle équipe figure sur le papier, cependant, la mayonnaise ne prend pas. Les espoirs fondés sur Papy Knight ne sont pas à la hauteur, et même s'il réalise quelques cartons offensifs (54 points contre le Stade Français le 5 octobre 1985 et une moyenne de 26,8 points par match), il n'est pas le leader tant attendu et semble en fin de carrière. La campagne européenne est en demi-teinte. Après sa victoire contre l'Aris Salonique au parc des Expositions (105-85), Limoges se qualifie pour la poule finale des clubs Champions. Limoges ne brillera plus en poule finale des clubs Champions avec 1 victoire et 9 défaites. Le CSP n'arrive pas à prendre la tête de la Nationale I. L'Elan Béarnais Orthez gagne le championnat et Limoges ne termine qu'à la troisième place du classement de la deuxième phase. Le Cercle Saint-Pierre ne règne plus sur le territoire français, aucun trophée ne vient cette saison garnir la vitrine du club limousin pour la première fois depuis quatre ans. Pour autant, le Limoges CSP remporte la deuxième édition du championnat Espoir avec des joueurs tels que Hanquiez, Emile Popo, Patrick Soquet, Hugues Occansey ou encore Jean-Philippe Blanchet).

#### En demi-teinte, saison 1986-1987 (Nationale 1)

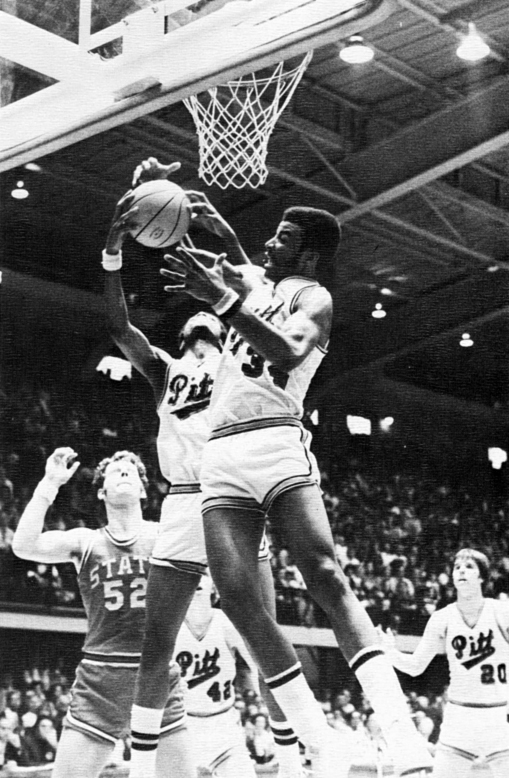
Billy Knight, le premier All-Star NBA du Limoges CSP.

L'intersaison n'est pas de tout repos pour le club limougeaud. Après une saison 1985-1986 manquée, il faut reconstruire. Exit l'entraîneur Pierre Dao, remplacé par le jeune Michel Gomez. Arrivé en provenance de Challans après une excellente saison avec le club vendéen, cet ancien joueur du Caen BC doit faire ses preuves sur le banc du CSP. Le renouveau de celui-ci est aussi illustré par les arrivées de Clarence Kea, un pivot américain massif de moins de 2 mètres, en provenance de Fantoni Udine en Italie, du meneur Jacques Monclar en provenance de l'ASVEL et de Paul Thompson un ailier américain réputé bon tireur en provenance de la CBA. Michel Gomez impose sa vision et met en place le groupe dit « Autonome », protégeant ses joueurs des médias et de la pression qui s'exerce autour du club. Le renouveau du Cercle Saint-Pierre est en route pour la saison 1986-1987. Le mercredi 3 septembre 1986, ce retour au premier plan du CSP est symbolisé par l'ouverture d'un nouveau siège, au 90, avenue de Louyat à Limoges. Dès le début de la saison, le CSP met la barre très haut avec de larges victoires contre le Racing (91-100), à Coubertin ou encore la victoire à Beaublanc face à Caen (107-94). Le 13 décembre 1986 est un jour historique pour Paul Thompson, auteur de 60 points sur les 131 du CSP face au Mulhouse BC (victoire 131 à 91), une performance de choix pour le futur sixième réalisateur historique du championnat de France. Il faudra finalement attendre quatre mois pour voir une première défaite à Nice face à Monaco (107-111). Le CSP gagne ses matches par des écarts importants en battant les équipes françaises en moyenne de plus de 20 points. Cependant, les matchs européens usent les joueurs limougeauds et cette fatigue se fera vite sentir en fin de saison. Le 25 janvier 1987, les Verts subissent leur première défaite à Beaublanc face à l'ennemi de toujours, l'EB Orthez. Beaublanc devient une poudrière pour les grands d'Europe, où sifflets et broncas sont incessants. Cantù, Saragosse, Sibenik ou le Spartak Leningrad passent à la trappe. Le CSP subit quelques revers, notamment à Villeurbanne (2 février 1987, 109-100) mais se retrouve en finale de la Coupe Korać face à un grand club européen, le Barcelone de San Epifanio. Cette finale perdue constitue la seule défaite du CSP en finale européenne. L'équipe se re-concentre dès lors sur le championnat qu'il termine à la troisième place. Les play-offs vont bien réussir à Limoges. Opposé à Monaco en demi-finale, le CSP sort victorieux à Beaublanc (106-98) et arrache le nul à Monaco (96-96). La finale opposera finalement Orthez à Limoges, nouveau duel au sommet entre deux anciens gagnants de la Korać et du championnat de France. La rivalité Béarno-Limousine entre alors dans sa phase intense et toute la presse se passionne pour le duel. Le match aller voit la victoire du CSP à Beaublanc, 108 à 88. Le 3 mai, Pierre Seillant prépare le marché couvert sentant la fiente de canard pour le match qui peut donner le titre à Limoges. Le match sera vivement disputé au point qu'une des plus belles bagarres du basket français éclate entre Clarence Kea et Benkali Kaba devant les caméras de télévision à 4 minutes 03 de la fin de la première mi-temps. Le match est sous haute tension. C'est finalement Orthez qui remporte le match, 93 à 76. Quelques jours plus tard, en Béarn, Freddy Hufnagel, dit « le Roi du Béarn », inscrit les deux lancers francs de la victoire de l'Élan Béarnais (82-81). Fisher, l’entraîneur d'Orthez, est aux anges en compagnie du président Seillant. Les Verts de Limoges ont manqué leur saison. Parallèlement aura lieu le premier All-Star Game de l'histoire de la LNB nouvellement créée, à Beaublanc, qui voit la victoire de la sélection de l'ouest sur celle de l'est, 134 à 128.
Vexés par cette défaite, les Cerclistes sont avides de revanche pour la future saison. La rivalité avec les Béarnais est définitivement lancée.

#### La marée verte, saison 1987-1988 (Nationale 1A)
La réaction est fulgurante durant l'inter-saison. Le Populaire du Centre annonce le 11 mai 1987, la signature de Don Collins, surnommé « le Cobra » et qui compte 303 matchs de saison régulière en NBA et huit matchs de play-off, joueur rapide et percutant, doté d'un très bon tir. Contrairement à Paul Thompson ou Billy Knigth qui ont été recrutés sur catalogue, Don a fait ses preuves sur les parquets français lors de deux matches tests du CSP face à Cognac (48 points, 75 % de réussite) et Vichy (53 points, 62 %). Kea reste mais Paul Thompson s'en va. Personne ne résiste à la machine à gagner, Orthez le champion est défait par le CSP, à Orthez sur le score de 98-99. Cette équipe est tellement performante qu'elle se permet en match amical de battre l'équipe de France (98-93). Don Collins contribue largement à ces victoires. Le Racing de Hervé Dubuisson perd lui aussi sans contestation face aux Cerclistes (102-119) dont 30 points d’Ostrowski et 38 points pour le « Cobra ». Limoges va s'imposer dans la salle de la Meilleraie (75-80) où des millions de téléspectateurs de la télévision publique ont pu voir les grands duels entre le « Cobra », Don Collins et le « Lévrier des Mauges », Graylin Warner, joueur du Pitch Cholet. C'est à l'issue de cette rencontre que le Limoges CSP prend la tête du classement malgré une défaite face à l'Asvel. Le Limoges CSP remporte le Tournoi des As, son premier trophée national de la saison à Dijon face à Cholet (88-85). Puis le Cercle Saint-Pierre dévaste toute l'Europe et remporte la finale de la Coupe d'Europe des vainqueurs de coupe contre Badalone à Grenoble (victoire du CSP, 96-89 devant plus de 8 000 spectateurs). Les Verts termine premier de la saison régulière, largement devant Monaco et Cholet. En play-off, Le CSP efface Orthez en deux manches (101-82 match aller, puis 98-90 au match retour) brisant ainsi les rêves de titre du président de l'Élan Béarnais, Pierre Seillant. Vient ensuite les désormais mythiques deux matchs de la finale 1988 contre Cholet, qui effectue sa première saison dans l'élite du basket français. Au match aller, les Choletais perdent à Beaublanc (92-78) puis les Verts concluent en beauté à la Meilleraie de Cholet (86-79). C'est l'explosion de joie dans les rangs limougeauds, les centaines de supporters de Limoges envahissent le parquet de Cholet pour célébrer le nouveau sacre national du Limoges CSP. Limoges retrouve enfin le trophée de Champion de France après une courte période de disette. Les joueurs du CSP sont célébrés en héros dans toute la ville. Stéphane Ostrowski obtient le titre de MVP Français, Don Collins celui du MVP étranger, Richard Dacoury meilleur défenseur et Hugues Occansey, meilleur espoir. La cuvée 1987-1988 est considérée par beaucoup de supporters comme la meilleure équipe de l'Histoire du CSP.[citation nécessaire]

#### Une revanche, saison 1988-1989 (Nationale 1A)

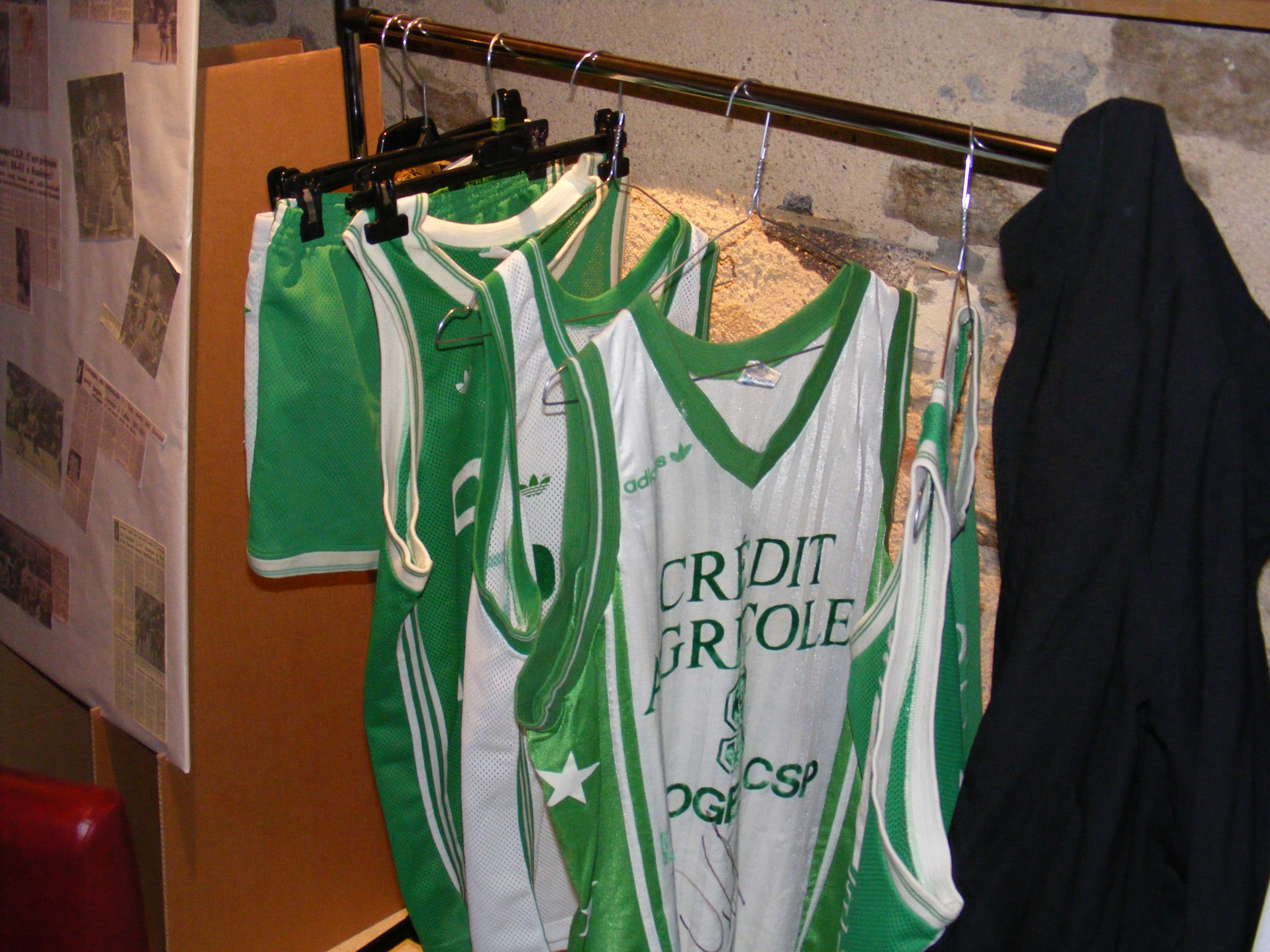
Shorts et maillots de la période verte.

La dynamique imposée par Michel Gomez porte ses fruits. Dans le cadre de la saison 1988-1989, le CSP fait quelques changements. De nouveaux visages font leur apparition : le meneur Pascal Jullien, qui termine meilleur tireur à trois-points de la saison 1987-1988, l'intérieur Michael Brooks, l'Américain naturalisé Français Ken Dancy en provenance de Tours, ou encore l'arrivée du meneur Frédéric Forte en provenance de Caen. Les nouvelles recrues se doivent de faire aussi bien que la saison suivante. En championnat de France, les Limousins ne trouve aucune résistance en face d'eux. Ils terminent premier de la saison régulière (22 victoires et seulement 2 défaites). Le club est par contre éliminé en poule de Coupe d'Europe des Clubs des Champions (8 victoires pour 8 défaites). Le CSP se rattrape en play-offs de Nationale 1A. Il affronte en quart de finale l'ASVEL. Cette dernière équipe est battue en trois manches (aller : 110-86, retour : 103-106, belle : 127-101). C'est ensuite Mulhouse qui perd en deux manches (aller : 117-92, retour : 94-74). Et finalement, ce sont les Orthéziens qui se frottent à l'équipe limougeaude et qui se font éliminer en deux manches (aller : 108-97, retour : 102-96). Limoges est champion pour la cinquième fois et se venge des Béarnais en gagnant à la Moutète. Stéphane Ostrowski gagne encore une fois le titre de MVP Français, Don Collins remportant pour sa part le titre de meilleur joueur étranger et enfin Richard Dacoury, meilleur défenseur.

#### La continuité dynastique, saison 1989-1990 (Nationale 1A)
Le Cercle Saint-Pierre frappe encore plus fort lors de la saison 1989-1990. Sur le marché des transferts, le club recrute le meneur international Valéry Demory en provenance de Cholet et conserve par ailleurs la quasi-totalité de l'effectif. Michel Gomez et ses hommes font un parcours brillant en saison régulière (33 victoires et 1 défaite, c'est un record). En play-offs, le CSP sort Saint-Quentin en quart (aller : 99-78, retour : 106-83) puis Mulhouse en demie (aller : 109-97, retour : 83-79) et se retrouve en finale face à Antibes. Limoges a besoin de trois manches pour battre Antibes (aller : 111-96, retour : 96-100, belle : 103-89). Beaublanc est ivre de joie, le Cercle Saint-Pierre vient de remporter son sixième titre de Champion de France. Cette équipe remporte également le tournoi des As en finale contre Cholet, sur le score de 87 à 84. En Championnat d'Europe des clubs, le CSP se hisse au final-four de Saragosse (1990) en se faisant éliminer par le grand Split de Toni Kukoč lors de la demi-finale. Le Limoges CSP termine troisième du final-four en battant l'Aris Salonique. C'est l'une des meilleures saisons du Limoges CSP.

#### Une campagne perdue, saison 1990-1991 (Nationale 1A)

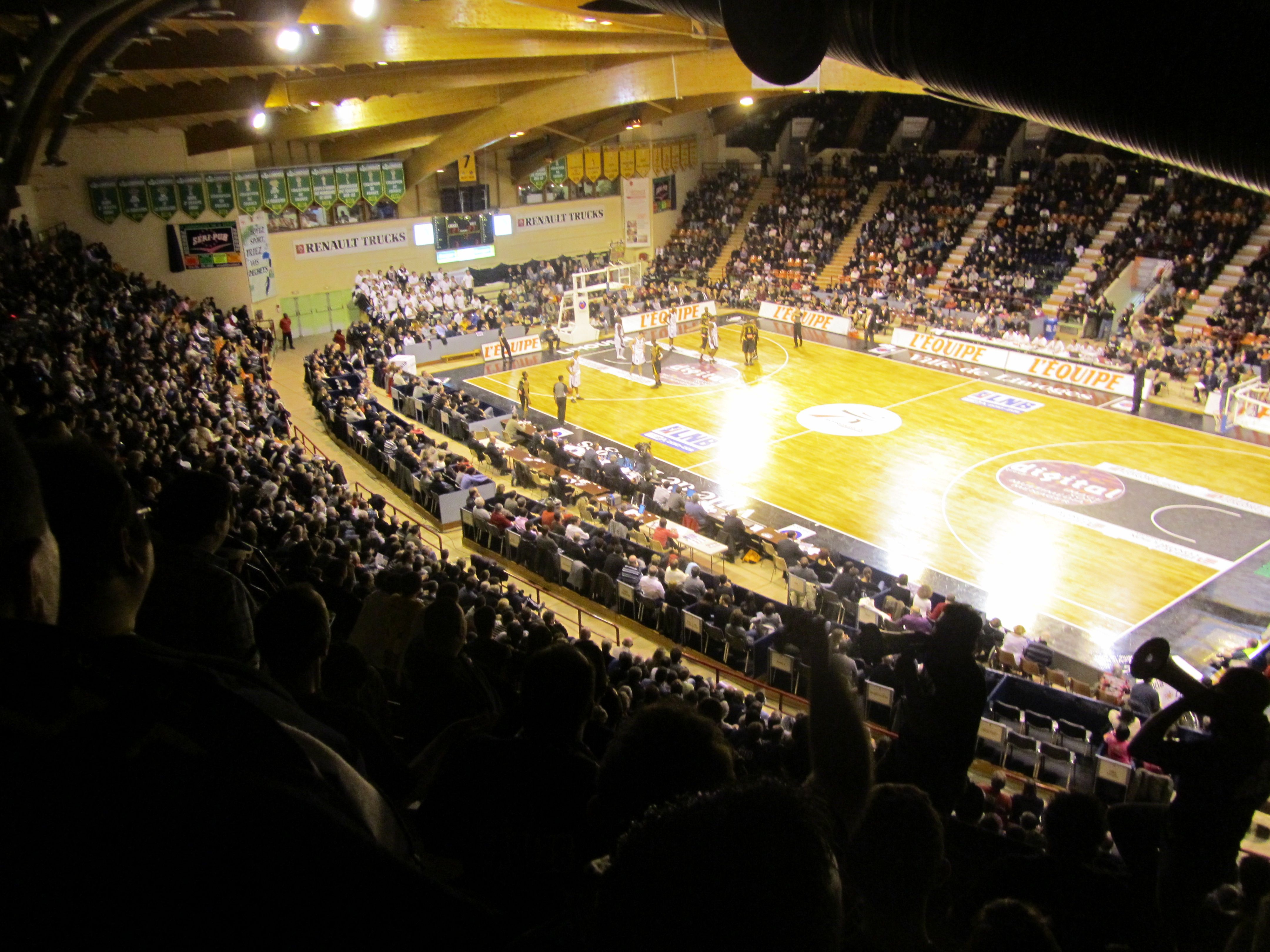
Le public de Beaublanc, l'un des meilleurs publics de l'hexagone (photo prise depuis la Gate 15 des Eagles).

La saison 1990-1991 approche et Michel Gomez rejoint Pau. C'est une page de l'histoire du club qui se tourne avec le départ d'un des plus grands entraîneur de Limoges. Bill Sweek est nommé entraîneur du CSP (Américain, en provenance de Monaco). Le CSP connaît de nouvelles arrivées. C'est notamment le retour de Franck Butter, formé à Limoges, après avoir joué au Mulhouse BC (Franck Butter arrive en juillet à Limoges mais il se blesse, le 15 août 1990 au tendon d'achille. La première opération est ratée. Il sera à nouveau opéré en février et ne jouant pas par conséquent la saison 1990-1991) et du Caen BC. Bill Sweek ne fait que neuf journées en tant qu'entraîneur du CSP, en raison des défaites du club en championnat et Coupe d'Europe. Son assistant, Olivier Veyrat prend la relève jusqu'à la 12e journée. Les dirigeants ne s'arrêtent pas là. Ils cherchent un entraîneur d'expérience. L'URSS ayant déjà éclatée, le club peut mettre la main sur l'ex-entraîneur de l'équipe d'URSS, Aleksandr Gomelski. Le CSP version Gomelski voit les arrivées de Mike McGee et Clinton Smith, des essais non concluant pour le club. Dans la grande tourmente, Limoges se fait éliminer en poule du Championnat d'Europe des Clubs (5 victoires et 11 défaites). En Championnat de France, le Limoges CSP termine troisième (21 victoires et 9 défaites) derrière Antibes et Cholet. Limoges est très loin de ses objectifs d'autant plus que le CSP se fait battre par l'Élan Béarnais (devenu Élan Béarnais Pau-Orthez à la suite de son déménagement dans le tout nouveau Palais des Sports de Pau) lors de la finale de la tournoi des As (68-65 pour les Béarnais). En play-offs de N1A, le Cercle Saint-Pierre se fait battre d'entrée en quart de finale contre Montpellier (11e du championnat), sur le score de 88-92, à Beaublanc. C'est alors que Gomelski doit céder sa place à son assistant, Olivier Veyrat. Le CSP décime Montpellier (retour : 74-64, belle : 89-77) puis c'est au tour du Paris Racing de goûter au renouveau du Limoges CSP (aller : 95-70, retour : 95-89). Le Racing éliminé, le CSP se concentre sur la finale qui l'oppose à Antibes. Le Cercle Saint-Pierre réalise un exploit en gagnant à la salle Salusse-Santoni d'Antibes lors de la première manche (102-108 pour le Limoges CSP) mais Antibes prend sa revanche en l'emportant à Limoges (retour: 102-99) puis s'offre le titre à domicile (belle: 88-76). Une saison cauchemardesque vient de s'achever. Les changements intensifs d'entraîneurs n'ont pas arrangé la situation de l'équipe.

#### Des ambitions stoppés, saison 1991-1992 (Nationale 1A)

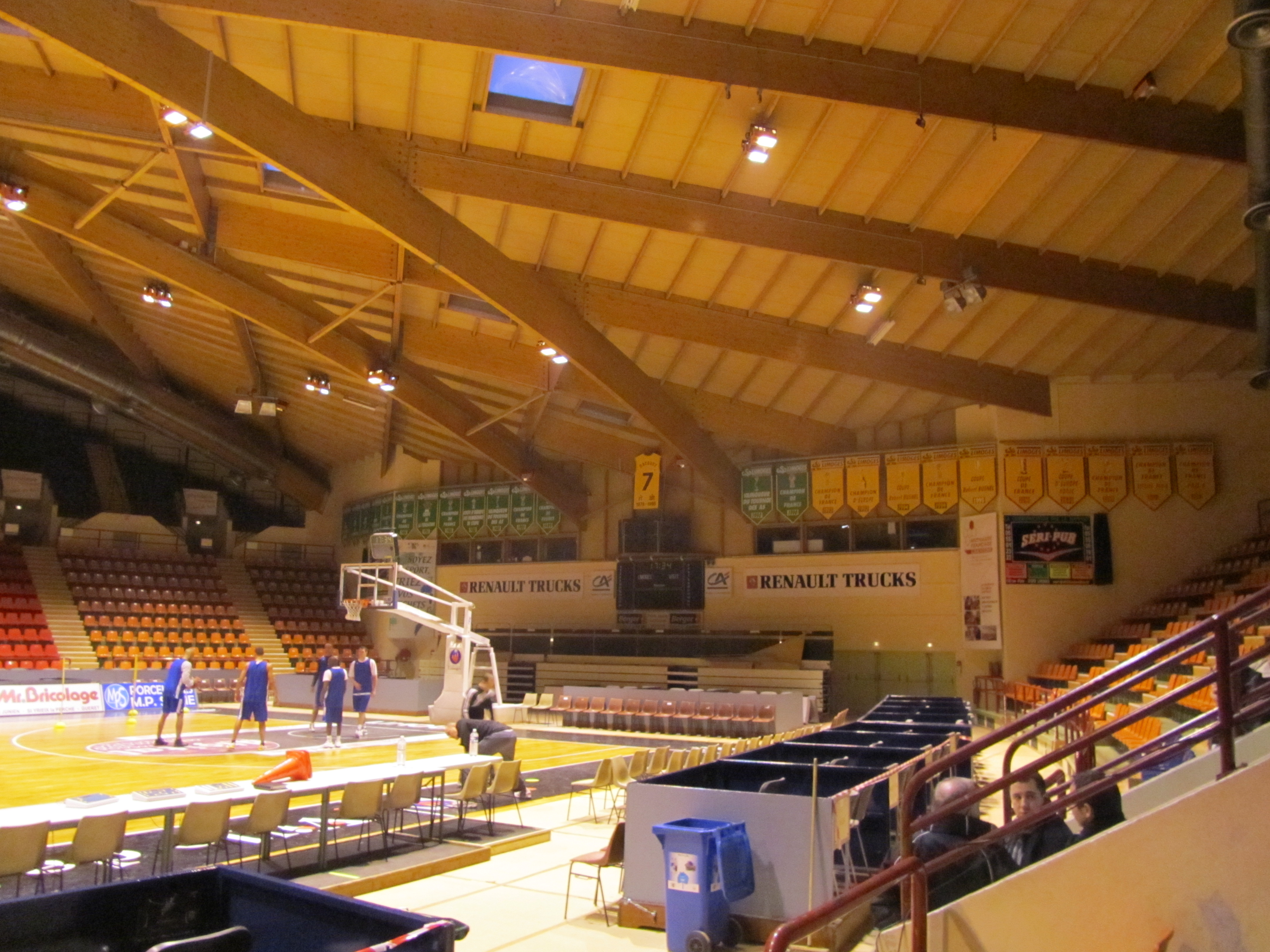
Les bannières représentant tous les titres conquis par le Limoges CSP (photo prise lors d'un entraînement du Limoges CSP).

Le Cercle Saint-Pierre se restructure pour la saison 1991-1992. Olivier Veyrat fait appel au jeune Marc M'Bahia pour renforcer la raquette aux côtés de Stéphane Ostrowski. Le CSP recrute un nouvel Américain, John Fox, intérieur qui sort d'une grosse saison en Italie malgré une blessure au genou. De plus, le club recrute Bruno Lejeune au poste 3 ainsi que Frédéric Forte qui revient au club pour confirmer ses progrès réalisés depuis deux saisons au BCM Gravelines. Pau-Orthez reste le favori de la saison mais Limoges est un véritable outsider. Limoges déroule en championnat mais piétine en Coupe des Vainqueurs des Coupes. Olivier Veyrat est remplacé après 14 journées par Didier Dobbels (ex-entraineur du BCM Gravelines), lui-même remplacé par Božidar Maljković, entraîneur yougoslave champion d'Europe avec le Yugosplatika Split, en provenance de Barcelone. Maljkovic arrive le 1er janvier 1992 et bouleverse radicalement les méthodes d'entraînements, Brooks et Dacoury ont du mal. Il fait bien comprendre que la star, c'est lui.[citation nécessaire] Travail, discipline, continuité, adhésion totale sont quelques-uns des maîtres mot de l'entraîneur Serbe. Le physique et le mental de l'équipe est mis à l'épreuve à l'entraînement quotidiennement. L'objectif de « Maljko » est de faire le maximum pour remporter une Coupe d'Europe et le Championnat. Ces changements amènent de nouveaux Américains, des plus chevronnés. En effet, le CSP fait venir John Fox, remplacé au bout de deux matches par un All-Star NBA, Kelly Tripucka. La star américaine peine avec Limoges qui pour autant aura été précieux dans certains matchs (notamment à la Meilleraie de Cholet, le 2 février 1992, où il inscrit les lancers francs de la victoire (71-74) devant plus de 8 000 supporters Choletais. Début février 1992, Kelly Tripucka s'en va sans laisser d'adresse (il laisse sa voiture dans le parking de l'Aéroport de Limoges Bellegarde). Puis c'est au tour de Tim Legler de débarque dans le Limousin. Tim Legler joue son premier match, le 16 février 1992, face à Pau-Orthez et permet au CSP de prendre la première place du championnat en s'imposant dans le Palais des Sports de Pau, rempli par 9 000 spectateurs, sur le score de 73 à 70, il marque 20 points à 73 % de réussite au tir, il marque le tir de la victoire. Ce qui ne changera pas la situation du CSP en Coupe des Vainqueurs des Coupes, sortit en poule (6 victoires pour 4 défaites). Limoges ne concède que 3 défaites sur 30 matches en saison régulière. Le Limoges CSP termine à la première place devant Cholet et Pau. Par ailleurs, les Cerclistes perdent en finale de la Coupe des As face à Pau-Orthez (83-75). En play-offs de la Nationale 1A, Limoges part en tant que favoris. En quart de finale, les Limougeauds passent en trois manches l'obstacle Roannais (match aller : 107-56, match retour : 67-78, la belle : 75-65) puis de nouveau en trois manches face au BCM Gravelines (match aller : 81-78, match retour : 70-83, la belle : 80-58). C'est alors que Limoges doit se mesurer face à l'Elan Béarnais de Mike Jones. Le duel est attendu par tous les médias mais aussi dans le monde du basket. Božidar Maljković le grand sorcier de Split contre Michel Gomez, les duels sur les bancs seront très techniques. C'est Pau-Orthez qui crée la surprise en s'imposant lors de la finale aller, à Beaublanc, sur le score de 74 à 76. Michel Gomez et ses hommes ont fait le plus dur en s'imposant à Limoges. La finale retour échappe au Limoges CSP (63-50) mis sous pression permanente par les 9 000 supporters de Pau-Orthez venus en masse pour fêter le troisième titre national du club Béarnais. Les frères Thierry et Didier Gadou exultent ainsi que le président de l'Élan Béarnais. Le contrat de Maljkovic s'arrête au moment même de la défaite en finale face à Pau mais Božidar Maljković en décide autrement. Il reste convaincu que le Cercle Saint-Pierre peut aller très loin dès la saison suivante.

#### Limoges sur le toit de l'Europe, saison 1992-1993 (Nationale 1A)

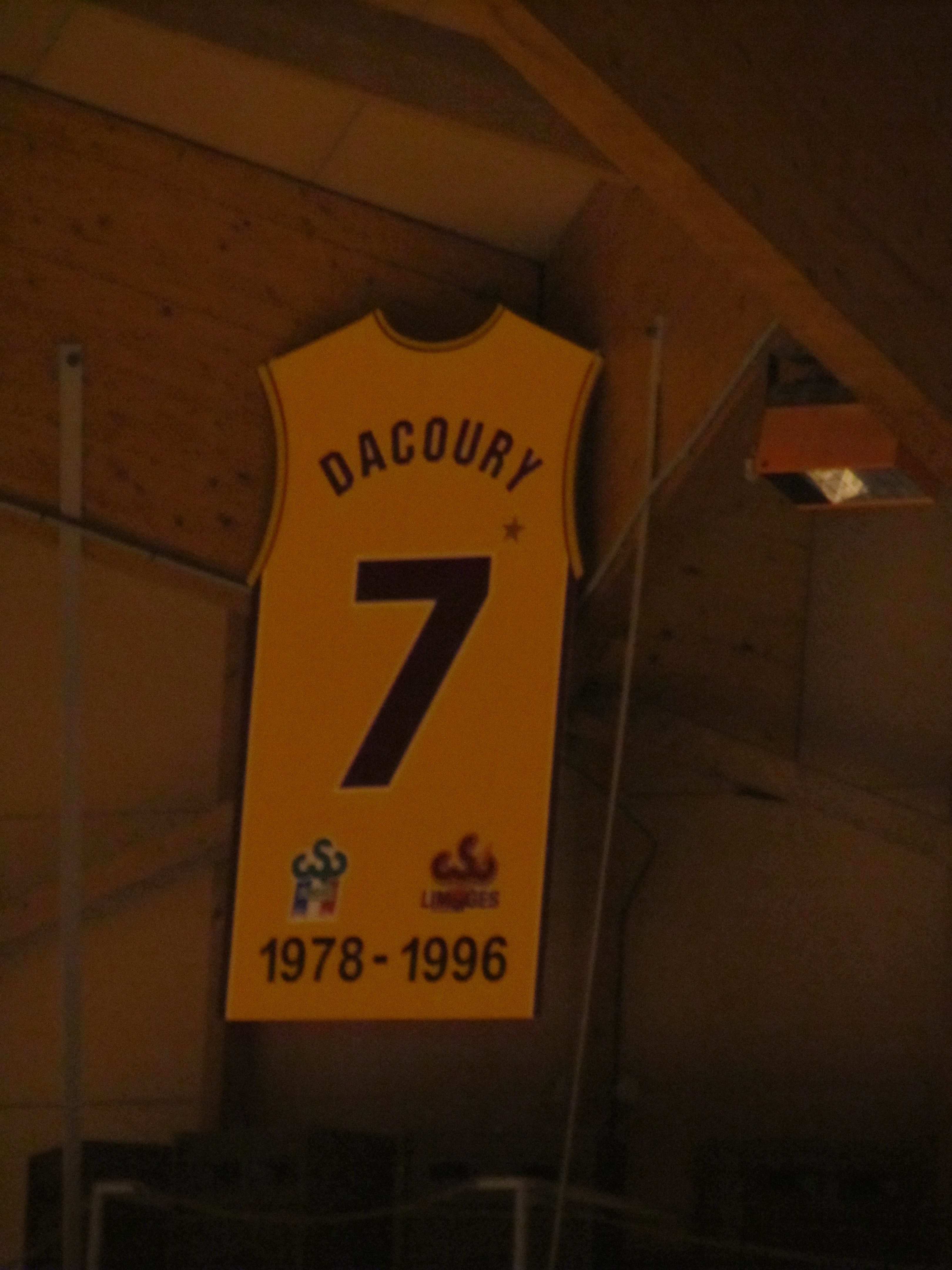
Le numéro 7 de Richard Dacoury, retiré et accroché au milieu des autres bannières du Limoges CSP.

La saison 1992-1993 annonce un nouveau cycle. Božidar Maljković fait venir de nouvelles têtes à la suite des départs d’Ostrowski, Brooks, Legler, Lejeune ou encore Jullien. Les principales recrues se dénomment, Michael Young, Willie Redden, Jimmy Vérove, Jurij Zdovc et Jim Bilba. Des recrues de poids qui font de Limoges l'un des favoris du championnat de France. L'équipe limougeaude a l'objectif de reconquérir la couronne de champion de France et par ailleurs de viser très haut en Coupe d'Europe. Pour le premier entraînement du CSP, un public record de 2 000 personnes vient y assister. C'est l'occasion pour le public, les partenaires et la presse de voir les nouvelles couleurs du maillot limougeaud. Il s'agit du jaune et grenat. Le sponsor maillot passe d’Adidas à Nike. Limoges encore une fois ne rencontre aucune résistance en championnat de France, hormis une défaite à Pau qui ne changera rien au destin du CSP. Limoges termine premier de la phase régulière sur un bilan de 25 victoires et 1 défaite, loin devant Antibes et son rival de toujours, l'Élan Béarnais. Cependant Limoges perd au tournoi des As après avoir été éliminé en demi-finale par le Pitch Cholet, à une semaine du final-four de la Coupe d'Europe. Le 15 avril 1993, Limoges est champion d'Europe, à Athènes face au Benetton Trevise (55-59). Le Cercle devient ainsi la cible privilégiée des play-offs de N1A. Les Cerclistes doivent se frotter à la surprenante équipe de Saint-Quentin (N2A) au quatrième tour. Limoges expédie l'affaire en deux manches (match 1: 69-47, match 2: 65-52). Puis c'est au tour de Montpellier d'affronter le Cercle Saint-Pierre en quarts de finale. Sans succès, Montpellier est battu en deux manches (match 1: 77-57 match 2: 82-61). La demi-finale oppose le CSP cette fois-ci contre le 4e de la saison, Gravelines. Limoges bat Gravelines en trois manches (match 1: 61-60, match 2: 78-56, match 3: 62-54). En finale, il ne reste plus que Pau-Orthez pour contester le titre à Limoges. Les hommes de Michel Gomez ont dû batailler face à Antibes pour accéder en finale. Le premier match à Beaublanc s’avère difficile : Gheorghe Mureşan arrive à inquiéter les Limougeauds, qui remportent cependant la partie 63 à 52. Le deuxième match est plus ouvert : Michael Young marque 32 points, à 60 % de réussite et permet de battre l'Élan sur le score de 84 à 79. Limoges peut devenir champion dès le troisième match, dans le Palais des Sports de Pau. L'ambiance est électrique. Jim Bilba tente un trois-points dans les derniers instants (le septième de sa carrière à ce moment-là) et le réussit mais ce trois-points est refusé. Pau remporte le troisième match sur le score de 69-73. Limoges qui avait cru en finir, menace de laisser tout en plan. Limoges se déplace toutefois sur les terres béarnaises pour remporter le quatrième match sur le score de 68 à 64. Dacoury peut soulever l'un des plus beaux titres de champion de France du CSP. André Sardain déclare alors dans le journal l'Équipe, qu'il est : « bien plus heureux de ce titre-là que du titre de champion d'Europe ». Limoges remporte donc la coupe d'Europe ainsi que le championnat de France. Cette génération sera considérée comme un modèle dans la réussite du club.

#### Limoges c'est Géant, saison 1993-1994 (Pro A)

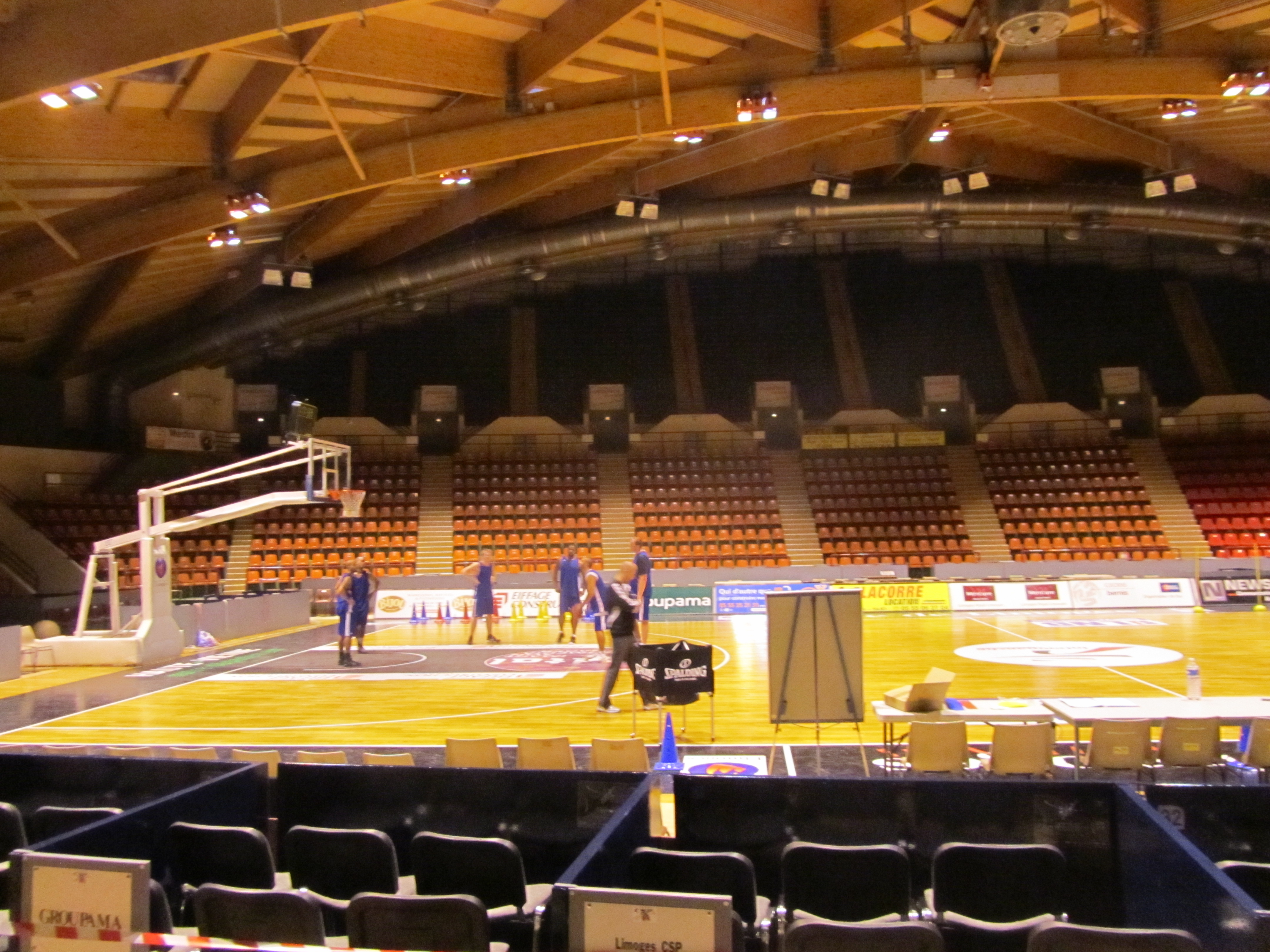
Une vue de la voûte en bois du Palais des Sports de Beaublanc et de la tribune impair.

L'aventure de 1993, n'est pas terminée. Limoges n'est pas en vacances durant l'intersaison et se renforce notamment dans un premier temps, avec Georgy Adams (Français, née à Tahiti, ailier, 1,95 m, international Français, l'un des meilleurs joueurs Français du championnat) en provenance d'Antibes et enfin Saša Obradović, une référence sur la scène européenne (Yougoslave, arrière, 1,95 m, Étoile Rouge de Belgrade, international yougoslave). Maljkovic a renforcé ses ailes afin de libérer un peu plus la vedette américaine du CSP, Michael Young. Le début de saison du Limoges CSP est difficile à la suite de la blessure aux ligaments croisés de Georgy Adams (repoussant l'opération de Jimmy Vérove) et au rendement moyen du Yougoslave qui peine à convaincre son entraîneur. Saša Obradović est remplacé au bout de 8 matches, juste avant l'Open McDonald’s (en octobre) et laisse sa place à Danny Young (Américain, noir, 1,90 m, meneur, ex-Detroit Pistons), le cousin de Michael Young. La saison commence réellement aussi bien dans le championnat français qu'en Europe (Limoges ira jusqu'aux quarts de finale de l'Euroligue face au Panathinaïkos). Limoges n'a pas d'opposition et impose son jeu face aux équipes de ProA aussi bien à domicile face à Montpellier (91-65) ou Le Mans (77-45) qu'à l'extérieur contre Hyères-Toulon par exemple (66-79) ou encore Besançon (85-59). La moyenne d'écart de points entre le CSP et ses adversaires en ProA, lors de la saison 1993-1994, est de 14 points et avec seulement 64 points encaissés par matchs. Encore une fois, Limoges termine premier avec 23 victoires et 3 défaites, largement devant Antibes (20 victoires et 6 défaites). Auparavant, Limoges a remporté la coupe Robert Busnel face à Strasbourg. En play-offs, Limoges détruit tout d'abord en quart de finale le BCM Gravelines en deux manches (match aller : Limoges 78-56 Gravelines ; match retour : Gravelines 64-72 Limoges) et se retrouve en demi-finale face à Pau-Orthez. À Beaublanc, la première manche est houleuse comme le montre la bagarre générale déclenchée par les deux pivots, Franck Butter (Limoges) et Marcus Webb (Pau) dans l'hystérie de Beaublanc (La Police nationale intervient au moment de la bagarre et Webb est expulsé du match). Limoges remporte finalement sa première manche (62-52). La deuxième manche est serrée mais Limoges perd d'un point dans le Palais des Sports de Pau (63-62). Il faudra attendre la dernière manche à Beaublanc pour que le CSP ne trouve plus de résistances béarnaises (88-68). Logiquement, Limoges affronte Antibes et son génie, David Rivers (Américain, noir, meneur, 1,83 m, l'un des meilleurs meneurs du championnat Français[citation nécessaire]). Pour autant, David Rivers et les siens n'arrivent pas à créer la surprise face au CSP de Božidar Maljković qui expédie l'affaire en deux manches (match aller : Limoges 92-73 Antibes ; match retour : Antibes 81-87 Limoges). Dacoury dira que «techniquement, collectivement, le Limoges 1994 a surpassé le Limoges 1993». En effet, la cuvée de 1994 est une grande équipe de la période jaune.

#### La fin de la suprématie, saison 1994-1995 (ProA)

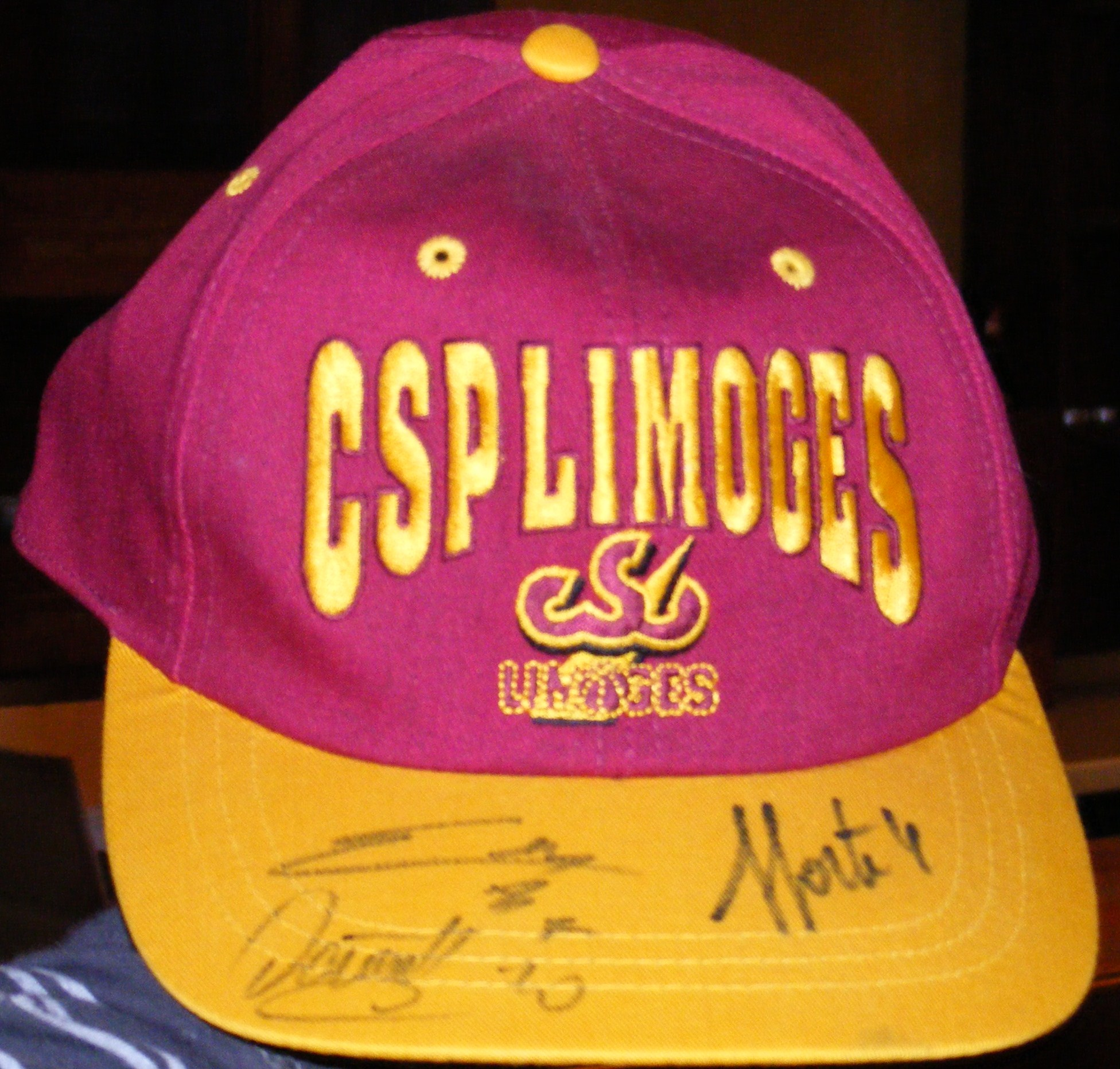
Casquette dédicacée de la période jaune et grenat.

Nouvelle saison, nouvelles ambitions pour l'équipe cercliste qui compte faire encore mieux sur la scène européenne ainsi que dans l'hexagone. Pour cela, Limoges s'attache les services de Robert Lock (Américain, blanc, intérieur-pivot, 2,08 m), un habitué du circuit italien. Il se décrit comme un joueur collectif lorsqu'il arrive le 3 août 1994 à Beaublanc. L'arrivée de Robert Lock compense les départs de Franck Butter et Willie Redden. De plus, Limoges recrute Abbas Sy (Français, meneur, 1,95 m, un meneur en devenir à l'époque, en provenance de Montpellier) et Mustapha N'Doye (Français, 1,86 m, meneur, PSG Racing). Danny Young n'est plus au CSP lui aussi. Limoges entame une bonne campagne de préparation en explosant pour son premier match à Tulle, le Sparta Prague (86-57) mais connaissant un revers, six jours après, en perdant contre l'Asvel en finale du tournoi de Besançon (89-81). Ce qui n'empêche pas aux Limougeauds d'être respecté durant toute cette préparation guerrière de Maljkovic dans l'optique des grands challenges qui attendent le club limousin. En conséquence, le budget du CSP s'élève au chiffre record de 48 millions de francs (primes aux résultats «chargés» sont comprises dans le budget). C'est au même moment que le début des ennuis financiers font leurs apparitions. Le Limoges CSP doit rembourser les emprunts contractés en début de saison (1,5 million de francs). Durant cette préparation, Xavier Popelier annonce que les Charlotte Hornets viendront jouer le 19 octobre 1994, à Beaublanc face au Cercle Saint-Pierre dans le cadre des accords entre la ville de Charlotte et Limoges (villes jumelées). Xavier Popelier dit de cet événement: «Ce que je vais vous annoncer marque une nouvelle pierre blanche dans l'histoire du CSP...». Malheureusement, les Charlotte ne viendront pas. Après les vacances sportives, les joueurs limougeauds entament de la plus belle des manières la saison 1994-1995 en battant à Beaublanc Montpellier (81-55) toutefois la fête sera courte en perdant dès la troisième journée face à la JDA Dijon (61-70). Il faudra attendre le mois d’octobre afin de voir une réaction de l’encadrement limougeaud. Robert Lock est remplacé par Tim Kempton(Américain, blanc, 2,08 m, en provenance de Cleveland), un joueur qui avait été pisté par le CSP depuis déjà l'été 1994. Le 5 octobre, Tim Kempton débarque à Limoges avec la réputation d'être un gros travailleur et ayant déjà une bonne expérience sur le vieux continent (en Italie avec Vérone de 1990 à 1992). Le CSP en ressent tout de suite les effets de son arrivée tant aux rebonds que dans le moral de l'équipe. Malgré un début poussif, le CSP est récompensé de ses efforts en allant battre Pau-Orthez en finale de la coupe Robert Busnel à Toulouse sur un trois-points de Jim Bilba (84-83). Par ailleurs, le CSP atteint le final-four de Saragosse mais Limoges termine à la quatrième place. En France, Limoges se classe à la deuxième place de la ProA derrière Antibes (21 victoires et 5 défaites) avec juste 19 victoires et 5 défaites. En play-offs, Limoges doit affronter l'Asvel dans le cadre des quarts de finale de ProA, sans Michael Young qui s'est blessé juste avant les play-offs. C'est Lloyd Daniels qui est son pigiste (Américain, noir, arrière-ailier, 1,99 m, en provenance des Los Angeles Lakers). Les cerclistes ne perdent pas leurs baskets face aux « Gones », expédiant le quart en deux manches (match aller : Villeurbanne 70-81 Limoges ; match retour : Limoges 83-58 Villeurbanne). Ensuite vient le tour de Pau-Orthez. La demi-finale entre Limoges et Pau est très disputée (en 3 manches). L'Élan Béarnais a réussi son coup en battant au bout de la troisième manche décisive, à Beaublanc, l'équipe de Limoges (match 3: Limoges 74-77). C'est la fin définitive de la suprématie nationale du Limoges CSP.

### La fin d'une époque (1995-1999)

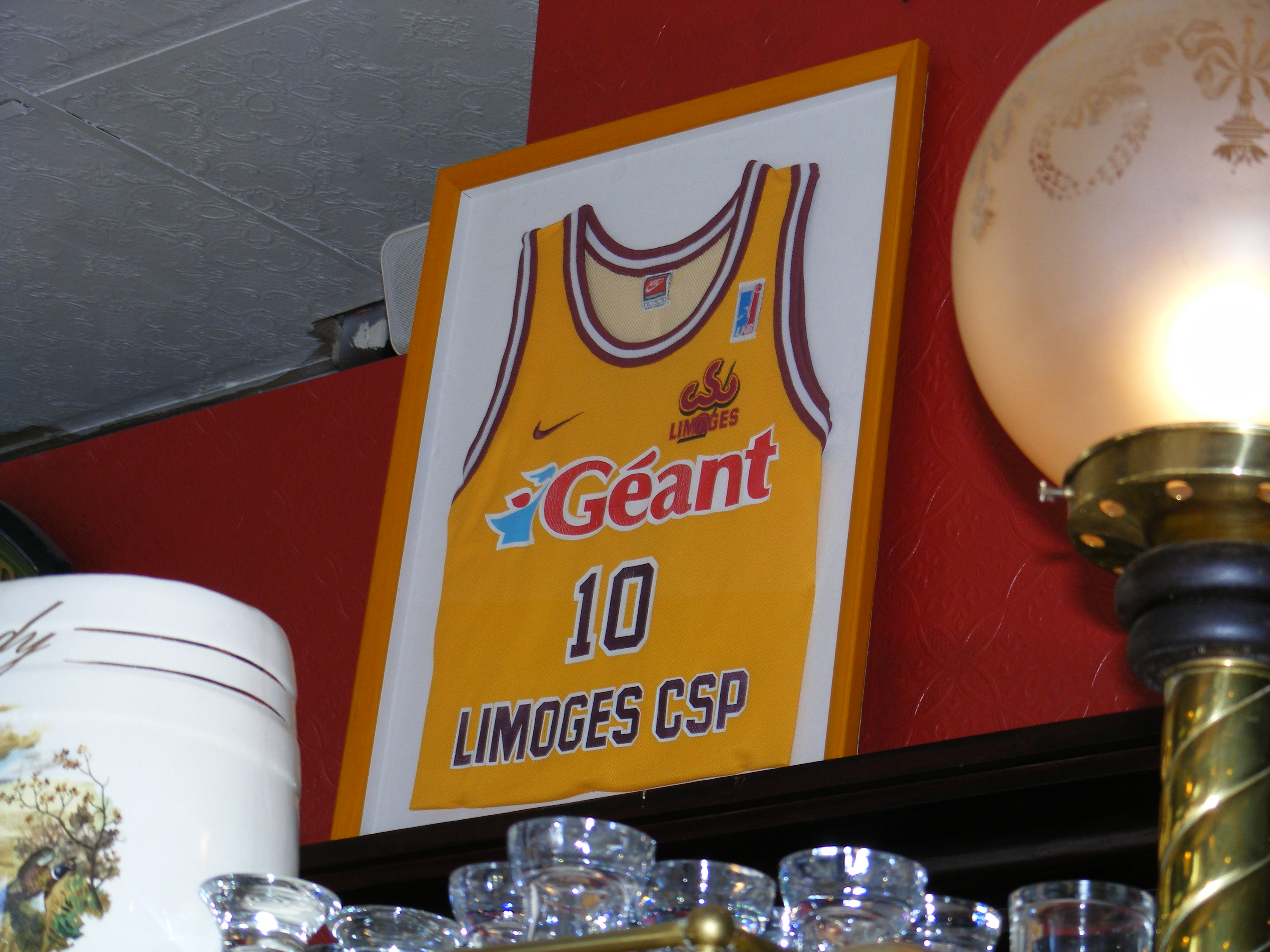
Maillot du numéro 10, Hugues Occansey.

#### La grande valse, saison 1995-1996 (Pro A)
Après l'échec de la saison 1994-1995, Limoges a décidé de frapper fort sur le marché des transferts. À la suite du départ de Michael Young ou encore de Tim Kempton, Limoges doit à nouveau retrouver une paire américaine digne de son rang. Le successeur de Young se dénomme Larry Middelton, un bon tireur qui joue alors en Italie avant de signer au Cercle Saint-Pierre. Au poste de pivot, Limoges fait appel à Raymond Brown qui joue en Espagne, à Caceres (liga ACB). Mais la recrue de l'intersaison est bel et bien, l'international français, Yann Bonato. Le jeune prodige du basket Français qui a été élu MVP et meilleur marqueur français du championnat de France lors du dernier exercice, avec le PSG Racing (saison 1994-1995, 21,7 points par matchs). Enfin, le CSP recrute le géant mosellan, tout juste sortie de l'INSEP, Frédéric Weis. Cette équipe n'est plus entraînée par Božidar Maljković. Le nouveau maître du banc limougeaud n'est autre que Zvi Sherf. Il possède alors une solide réputation en Europe (a entraîné à plusieurs reprises le Maccabi Tel-Aviv) et sélectionneur de l'équipe d'Israël au niveau international. Encore une fois, Limoges est annoncé comme l'un des favoris du championnat en la compagnie de l'Asvel et Pau-Orthez. En Europe, les jaunes et grenats participent à la coupe Saporta. Limoges entame bien le championnat de France mais perd très vite son pivot américain, Raymond Brown qui se blesse au bout de 7 journées. Son remplaçant pour la fin de saison est l'ancien pivot de Gravelines et Antibes. Il s'agit de George Montgomery. Pour autant, en Coupe Saporta, les hommes de Zvi Sherf ont bien plus de mal, éliminés en poule avec 9 victoires et 5 défaites. En janvier 1996, la réponse des dirigeants du Cercle Saint-Pierre est immédiate. Zvi Sherf est limogé. Le nouveau chef du Limoges CSP est son assistant, Jean-Michel Sénégal. Au bout de 12 matchs, ce dernier est lui-même désinvesti de sa charge avec l'arrivée de l'entraîneur yougoslave, Vlado Djurovic. Malgré les changements successifs, Limoges termine deuxième du championnat de France à deux victoires de son rival (2e : 25 victoires et 5 défaites), Pau-Orthez (1er : 27 victoires et 3 défaites). Les cerclistes affrontent donc Dijon en quart de finale des play-offs. La JDA Dijon est balayée en deux manches (match aller : Limoges CSP 107-101 JDA Dijon ; match retour : Limoges CSP 94-73 JDA Dijon) et laisse filer le CSP en demi-finale. En demi-finale, Limoges affronte l'Asvel de Delaney Rudd et de Alain Digbeu. La saison 1995-1996 s'arrête sur deux défaites face à l'Asvel (match aller : Limoges CSP 71-93 Asvel Lyon-Villeurbanne ; match retour : Limoges CSP 72-81 Asvel Lyon-Villeurbanne). Les résultats du CSP Limoges ne sont pas anodins. Les valses d'entraîneurs et les mésententes entre les joueurs ont une grande part de responsabilité dans les mauvaises performances du Limoges CSP.

#### Le temps de la rigueur, saison 1996-1997 (Pro A)
Limoges ne revoit pas ses ambitions à la baisse. Un nouvel entraîneur dirige l'équipe. Il s'agit de Bogdan Tanjević. Cet entraîneur a la réputation d'être strict et démonstratif aussi bien à l'entraînement qu'en match. L'effectif est complété par les venues de Jean-Jacques Conceição, Chris Smith et de Rolando Blackman et Spencer Dunkley.
Pourtant, Blackman ne vient pas au Cercle Saint-Pierre, il est déclaré forfait. En septembre, Gerald Glass vient pallier son absence. Les dirigeants limougeauds ne sont pas au bout de leurs surprises. Clinton Smith se blesse pendant la préparation et laisse sa place à Vern Fleming. Quant au pivot Anglais, il ne reste que trois mois en France. Dunkley n'a pas réussi à convaincre le CSP Limoges. On lui reproche son caractère infantile. La saison est à peine entamée que de nouveaux changements interviennent. En décembre, Fleming connaît l'intransigeance des dirigeants du Cercle Saint-Pierre et de son entraîneur. Nenad Marković pose alors ses valises à Limoges. Les coéquipiers de Yann Bonato perdent des matchs précieux à Levallois (88-84) ou encore au Mans (73-71). World Class (Gerald Glass) est lui aussi remplacé en janvier 1997 par Trevor Ruffin. Son arrivée avec celle de Nenad Markovic donne un coup de fouet à l'équipe Limougeaude. Peu à peu, Limoges remonte dans le trio de tête. Frédéric Weis profite de la venue de Bogdan Tanjević pour montrer tout son talent qu'il n'avait pu afficher avec Zvi Sherf (il ne le faisait pas jouer sous le prétexte d'être de la génération Super Nintendo). En Euroligue, Limoges s'en sort mieux qu'en championnat et se fait éliminer en 8e de finale par le Panthinaïkos. Au bout de la trentième journée, les Cerclistes sont deuxièmes, derrière Pau-Orthez, avec 23 victoires et 7 défaites. Pour les Play-offs de Pro A, Limoges bat en deux manches Montpellier puis se retrouve face une vieille connaissance en demi-finale; l'Asvel. Les Villeurbannais qui sont alors à leur meilleur niveau (participe au final-four) se payent le luxe de sortir le CSP en trois manches. Encore une fois, c'est une saison sans titre pour le Limoges CSP.

#### Période trouble, saison 1997-1998 (Pro A)
Des joueurs phares quittent Beaublanc. Yann Bonato, Frédéric Forte ou encore Trevor Ruffin ne sont plus limougeauds. Tanjevic cède son poste à Michel Gomez qui revient alors de son périple grec. Rony Coco, José Antonio Montero, Maurice Smith, Nikola Dačević, Grant Gondrezick et le revenant, Willie Redden, ont signé au CSP. Nenad Markovic a rempiler. En début de saison, les deux Smith ne donnent pas satisfaction, ils sont tous les deux coupés. Un seul départ est compensé. Un nouveau meneur vient. Le Limoges CSP a enfin son meneur en la personne de Jerome Allen. Par ailleurs, au même moment, Michel Gomez est prié de partir à la suite des mauvais résultats en championnat et en coupe d'Europe. C'est l'ancien maître tacticien de l'Élan Béarnais et ancien joueur du Cercle Saint-Pierre, Jacques Monclar qui aura dès lors la responsabilité de remonter le CSP dans le championnat et en Euroligue. Monclar et ses joueurs redressent le Cercle Saint-Pierre à la 4e place du championnat de France (19 victoires et 11 défaites) mais n'arrivent pas à franchir le stade des poules en Euroligue (6 victoires et 10 défaites). L'objectif à la fin du championnat, est toujours le même, le titre de champion de France. L'équipe commando de Jacques Monclar doit se mesurer contre le cadors du championnat, en play-offs. Tout d'abord, le PSG Racing perd en deux matchs, les quarts (Aller : Limoges CSP 67-57 PSG Racing ; retour : PSG Racing 66-76 Limoges CSP). Puis c'est au tour du premier de la saison régulière, l'Asvel, en demi-finale, de se faire éliminer par des Cerclistes survoltés, en trois matchs. En Finale, c'est Pau-Orthez qui affronte le CSP. Rien à faire, les Béarnais sont plus frais. L'Élan n'a besoin que deux manches (Aller : Pau-Orthez 84-62 Limoges CSP ; Retour : Limoges CSP 67-73 Pau-Orthez). Le président de l'Élan Béarnais, Pierre Seillant peut enfin fêter le trophée de champion de France lors du match retour, au milieu des crachats et des broncas de Beaublanc.

#### Une mauvaise passe, saison 1998-1999 (Pro A)
La cuvée 1998-1999, est bien moins reluisante sur le papier que les saisons précédentes. L'effectif est assez jeune. David Frigout, Oscar Yebra, Donald Boyce et Jean-Philippe Méthélie (meilleur tireur à trois-points de Pro A) lors de la dernière saison) sont les principaux renforts du Cercle Saint-Pierre. Nenad Marković, Frédéric Weis et Jerome Allen sont encore présents au club. Tandis que Jacques Monclar a resigné au CSP Limoges en tant qu'entraîneur. Les cerclistes font en championnat une série de 8 matchs en étant invaincus, déjouant ainsi les pronostics. Mais lors de la 9e journée, Limoges est surpris par le SLUC Nancy qui s'impose sur le score de 62 à 80. À partir de ce match, le CSP cumule les défaites. Comme les saisons se ressemblent au CSP Limoges, les dirigeants font appel à John Amaechi (ex-NBA) pour pallier la fuite de Jean-Jacques Conceição. Boyce se blesse lors de la phase retour et Mitchell Wiggins débarque au CSP Limoges (il ne joue qu'un match). Enfin, David Wood signe en février à Limoges. Les Limougeauds perdent des matchs importants à domicile. La valse habituelle de la mi-saison, n'a pas fait de miracle. En Coupe Saporta, le cercle est éliminé en 16e de finale par le Spirou Charleroi. En outre, en Coupe de France, c'est Cholet Basket qui élimine les jaune et grenat du CSP, en 8e de finale. Il ne reste plus que les play-offs. Limoges termine 7e du championnat soit son plus mauvais classement depuis 1981. C'est encore l'Asvel qui affronte le CSP Limoges en quart de finale. Sans le moindre mal, les Villeurbannais sortent le Cercle Saint-Pierre, en deux matchs (Aller : Asvel 92-59 Limoges CSP ; Retour : Limoges CSP 69-76 Asvel). Le problème sportif devient inquiétant au CSP. Toutefois, un autre problème persiste, celui financier. On ne sait pas alors si le CSP Limoges survivra une saison de plus.

### De la déchéance à un nouveau cycle (1999-2011)

#### Une saison historique, un exploit unique, saison 1999-2000 (Pro A)

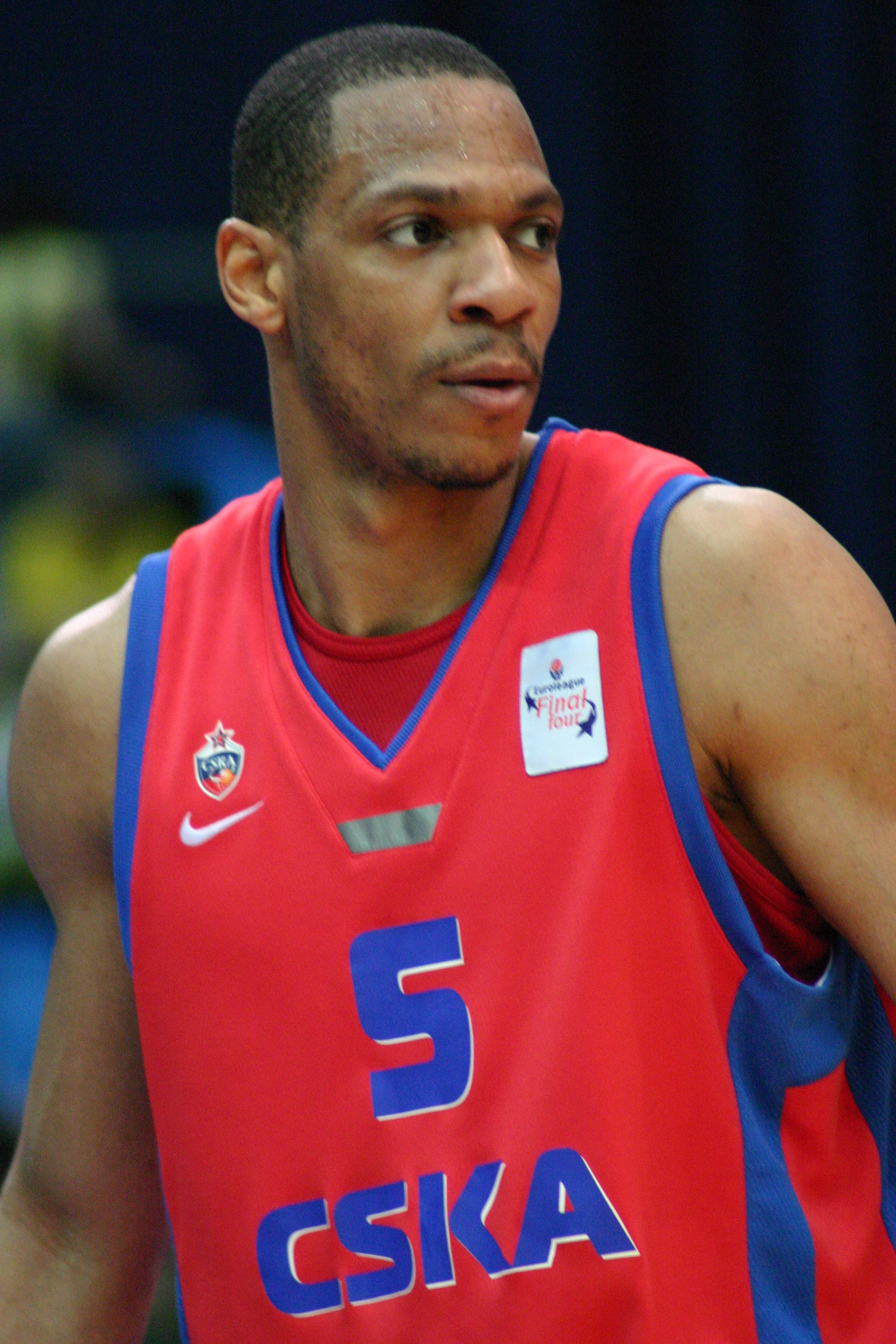
Marcus Brown, l'un des grands artisans du triplé de 2000 (sur la photo avec le maillot du CSKA Moscou).

La saison 1999-2000 voit le CSP Limoges écrire l'un des plus beaux chapitres de son Histoire : l'historique triplé championnat de France, Coupe de France et Coupe Korać. Autour de Marcus Brown, de Harper Williams, de Frédéric Weis et de Yann Bonato, le CSP va redevenir pour une saison l'équipe phare de la Pro A, dirigé par l'incontournable Duško Ivanović. En championnat, Limoges trouve très peu d'opposition en gagnant en début de saison contre l'Asvel (62-60) ou contre Pau (83-68). Limoges n'a pas trop de difficulté en championnat et sort même premier de la poule préliminaire de la coupe Korac. En effet, Limoges n'a peur de rien comme illustre, l'exploit arraché à Pau lors de la phase retour sur un tir au buzzer de Marcus Brown donnant une victoire importante pour le reste de la saison (61-63). Entre-temps, les cerclistes se hissent en finale de la coupe Korac en compagnie de Malaga. L'équipe de Limoges s'impose 80 à 58 en finale aller de la Coupe Korać, puis parvient à conserver l'avantage lors du match retour, lui permettant ainsi de soulever son troisième trophée dans cette épreuve. Désormais, le CSP est impossible à arrêter dans sa quête du triplé historique, forgé par la devise : Confiance, Solidarité, Passion. Aussi, la Coupe de France est remportée face au PSG Racing à Paris-Bercy. L'apothéose de la saison est marquée par sa conquête du championnat de France : deuxième à l'issue de la saison régulière (21 victoires et 9 défaites) derrière Villeurbanne, Limoges atteint la finale après avoir éliminé Le Mans et l’Élan Béarnais. La finale oppose le CSP à une équipe de l'ASVEL. Après un premier match remporté par le CSP, Villeurbanne vient s'imposer à Beaublanc lors de la rencontre retour. Renversant une nouvelle situation compromise, le CSP arrache son 9e titre sur le parquet de l'Astroballe. Toutefois, le triomphe sportif ne doit pas faire oublier la situation financière du club : nombre de joueurs ne seront pas payés durant les derniers mois de la saison, puisant dans le challenge sportif leur motivation. En effet, la saison s'est également jouée en coulisses. L'affaire Didier Rose éclate en milieu saison. Le club est au bord du dépôt de bilan début 2000. La Ligue Nationale de basket constate « des écarts très importants entre le budget prévisionnel 1999-2000 et le bilan comptable de cet exercice » et sanctionne le club en le reléguant en Pro B, épilogue ultime d'une saison pas banale malgré les tentatives de sauvetages menées par son président et les supporters de Limoges.

#### Le redécollage, saison 2000-2001 (Pro B)
C'est en Pro B que l'on retrouve le CSP pour la saison 2000-2001, avec à sa tête un nouveau président, Jean-Pierre Karaquillo, et un nouvel entraîneur, Didier Dobbels. Le nouveau président se charge d'épurer peu à peu les dettes du CSP. L'effectif quant à lui, est complètement remanié à l'exception de Jean-Philippe Méthélie. Il peut compter sur des joueurs expérimentés tels Christophe Dumas, Ahmadou Keita ou encore Branko Sinđelić. Les deux nouveaux Américains, Malik Dixon et Jacob Jaacks apportent leurs fougues et deviennent les nouvelles coqueluches de Beaublanc. Pendant la préparation, Limoges impressionne face à ses homologues de Pro B et Malik Dixon s'annonce comme un sérieux prétendant du titre de MVP de la Pro B. Dès le début du championnat montre qu'il sera le favori pour la montée en Pro A. En effet, les hommes de Didier Dobbels enchaînent les performances en battant de nombreuses équipes sur des scores élevés comme à Poissy (57-102) ou encore à Beaublanc contre Reims (104-83). Surtout, cette équipe aura les honneurs du premier match de Pro B diffusé sur le service public national (France 3) lors de la 5e journée face à Angers (86-72). Jusqu'à la 11e journée, le Cercle Saint-Pierre est invaincu. Malgré quelques contre-performances, Limoges accède à la Pro A lors de la 28e journée, à la suite d'une performance extraordinaire et d'un tir au buzzer de Malik Dixon qui permettent au CSP de décrocher une prolongation et de vaincre la JA Vichy, s'imposant ainsi 87 à 82. Cette année-là, le CSP finira largement premier (23 victoires et 7 défaites) de son championnat, envisageant un retour serein parmi l'élite du basket français.

#### Un retour discret, saison 2001-2002 (Pro A)
Le CSP Limoges retrouve enfin sa place en Pro A après un intermède en Pro B. Encore une fois, Limoges doit pallier les départs de Malik Dixon et de Jacob Jaacks. À la mène, un Serbe et un Français viennent renforcer le CSP. Il s'agit de Branko Milisavljević et Mickaël Hay. De plus, à l'intérieur, Didier Dobbels fait appel à Alex Nelcha au poste de pivot. Il est épaulé à l'intérieur par l'Américain, J. R. Koch. Le reste de l'effectif est conservé et renforcé par l'intégration au groupe pro de plusieurs espoirs comme Ludovic Rolland, Mathieu Donnard ou Jean-Richard Paul. Par ailleurs, ce retour en Pro A voit l'arrivée d'un nouvel équipementier, Champion USA, qui propose au CSP un maillot novateur, avec un dégradé de couleurs jaune-orangé. L'objectif est le maintien. Limoges gagne des matchs importants face à des concurrents directs au maintien que ce soit Bourg-en-Bresse (2e journée : 60-72) ou encore Antibes (69-64), avec pourtant les innombrables changements d'Américains. À la fin de la phase aller, les cerclistes ont engrangé 5 victoires sur 15 possibles, l'objectif de 10 victoires, synonyme de maintien étant plus que jamais d'actualité. Des victoires difficilement acquises permettent à Limoges d'atteindre ce seuil. Finalement, le pari est réussi, et le club termine à la 11e place à l'issue de la saison régulière.

#### Une saison ratée, saison 2002-2003 (Pro A)
Après une encourageante saison 2001-2002 (11e), Limoges vise ouvertement les play-offs. Pour ce faire, Didier Dobbels renouvelle l'expérience yougoslave en remplaçant Milisavljević et Sindjelić par Ognjen Vukićević, Bojan Obradović et Mileta Lisica. De plus, une nouvelle paire américain débarque à Limoges: Derrick Phelps, un meneur élégant, et Donald Williams, bon tireur, tous deux formés au même moment dans la prestigieuse équipe universitaire, North Carolina. Côté français, Christophe Dumas et Ahmadou Keita ne sont plus dans l'effectif. Le championnat démarre bien pour le CSP avec une probante victoire d'entrée, à Beaublanc, contre la JDA Dijon (81-68) où la paire américaine montre de belles dispositions. Pourtant dès la deuxième journée, des doutes s'installent avec une défaite chez le promu, Roanne (89-83). Le début de saison est émaillé de conflits internes entre les joueurs et l'entraîneur du CSP. De plus, l'effectif subit encore une fois de nombreuses blessures (Donald Williams) et de multiples changements de joueurs (Goran Boskovic, Miller) tout au long de la saison. Cette saison sera aussi celle de l'éclosion du jeune Gilles Sylvain qui inscrira 12 points contre un cador de la Pro A, Gravelines et permettant une victoire importante dans la course au maintien (83-80). Le club doit faire face, en février 2003, à une crise sportive provoquée par le départ de Didier Dobbels, remplacé par Philippe Maucourant chargé de terminer une saison qui se soldera par une décevante 14e place (9 victoires et 21 défaites).

#### Le réquisitoire, saison 2003-2004 (Pro A)
2003-2004 sera une année douloureuse pour une équipe désemparée, minée par les blessures et perturbée par les nouveaux problèmes financiers affectant le club. Malgré un recrutement important (retour de Yann Bonato, recrutement de Kelvin Gibbs, l'un des meilleurs joueurs américains de Pro B avec Brest, arrivées des Français Franck Mériguet et Jimmy Nébot, et du meneur américain Walsh Jordan) laissant augurer une place dans les 10 premiers de Pro A, l'alchimie ne s'est jamais créée au sein de ce groupe. Aux côtés des cadres, de jeunes joueurs (Baptiste Cransac, Jean-Richard Paul) sont lancés, pour la première fois avec un rôle important, par leur ancien entraineur en espoirs, Philippe Maucourant, qui conserve son poste. La saison débute sur une bonne note par une victoire à Bourg (73-79) pour le compte de la première journée. Par la suite, les cerclistes enregistrent 6 défaites de rangs, à la suite desquelles de nombreux changements sont effectués (arrivée de Kenny Satterfield notamment). L'équipe est également marquée par la mononucléose de Yann Bonato, indisponible pour une période indéterminée. Une lueur au cours d'une saison bien sombre intervient toutefois : l'exploit face au premier de la saison régulière, l’Élan Béarnais Pau-Orthez (73-70), le 22 novembre 2003, vaincu sur un tir à trois-points au buzzer du meneur américain Kenny Satterfield, pour son premier match. Malheureusement, la crise perdure et donne même lieu à une réunion extraordinaire entre les supporters mécontents et les dirigeants du club. Les arrivées cumulées de Gregor Hafnar, de Curtis McCants et de l'ancien strasbourgeois Paris Mc Curdy ne changeront rien à la situation critique du club. Le CSP finira bon dernier du championnat avec le plus mauvais bilan sportif de l'histoire du club en Pro A (7 victoires et 27 défaites). Sportivement détruit, le club se trouve également exsangue financièrement, ce qui mènera à un dépôt de bilan le 8 juillet 2004. Dans la foulée, une nouvelle entité est créée sous l'impulsion de l'ancien meneur du club Frédéric Forte : le CSP Élite, qui récupère une partie des droits sportifs du CSP Limoges. Le club, avec l'appui du président de la FFBB Yvan Mainini, se voit octroyer le privilège d'une inscription en Nationale 1 pour "services rendus au basket français, en lieu et place de l'engagement en Nationale 3 prévu par les règlements et statuts de la Fédération.

#### La résurrection, saison 2004-2005 (NM1)

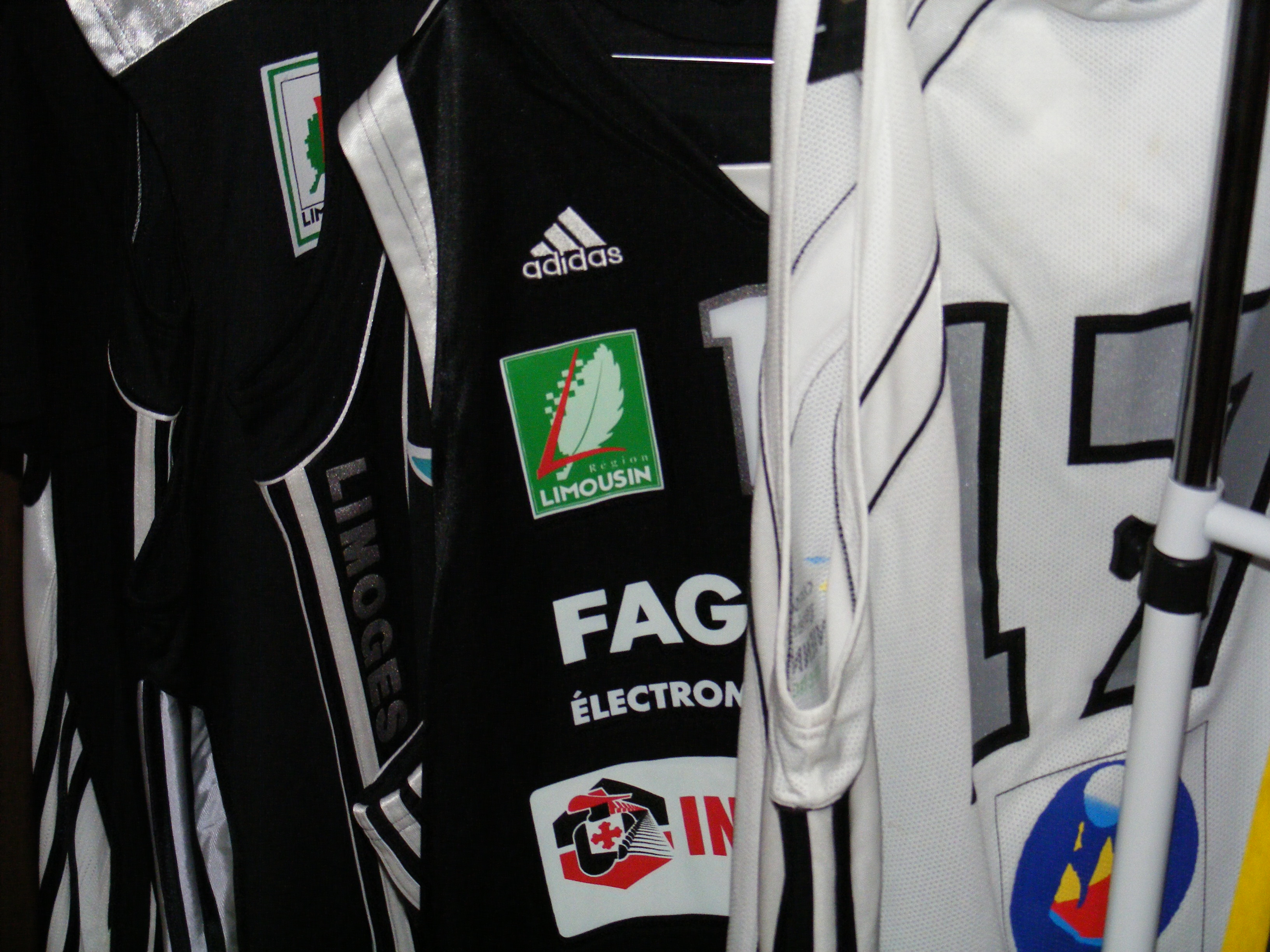
Couleurs du Limoges CSP de 2004 à 2011 (Remplacé par le Vert et Blanc des débuts pour la saison 2011/2012).

La grande aventure du CSP redémarre à l'été 2004, avec de nouvelles couleurs : noir et blanc. Le président Forte engage comme entraîneur l'ancien joueur du club Hugues Occansey chargé de faire remonter le club en Pro B sous 2 ans. L'équipe est constituée autour de joueurs aguerris à l'élite fédérale tels David Thévenon ou encore Mourad Boughedir, appelé à être le leader de ce nouveau CSP. Le début de championnat est difficile, l'équipe étant attendue dans toutes les salles de la division et les joueurs devant faire face à la pression de jouer au CSP. Ainsi, à mi-championnat, Limoges se retrouve dans la seconde partie de tableau. l'arrivée de Diamory Sylla sera l'élément déclencheur d'une folle remontée qui verra le CSP échouer à la troisième place, juste derrière Boulazac et Levallois.

#### La relance, saison 2005-2006 (NM1)
La saison 2005-2006 sera celle de l'avènement du CSP Élite, renforcé par des joueurs étrangers de qualité : Erroyl Bing et Ville Kaunisto. Cette année sera également celle de la naissance d'un derby appelé à durer avec la prometteuse équipe du Poitiers Basket 86. Les deux clubs se livrent en effet un duel à distance pour la première place, avec en point d'orgue la rencontre historique du 19 mars 2006, remportée 72 à 68 par le CSP et suivie par un nombre important de supporters sur Internet dans le cadre d'un dispositif inédit en France. Le match est le record historique d'affluence pour un match de Nationale 1. À l'issue de la saison, le CSP Élite est promu en Pro B. Le capitaine David Thévenon est le symbole de ce CSP qui fait de nouveau vibrer la capitale limousine.

#### Un nouveau challenge, saison 2006-2007 (Pro B)
L'objectif fixé par le Président est atteint : retrouver la Pro-B en deux ans. Hugues Occansey, entraîneur des années Nm1, remercié, c'est Frédéric Forte qui prend les rênes de l'équipe et endosse la double casquette de président et d'entraîneur. Cette décision, faisant de lui le seul à cumuler les deux postes en France, lui vaut les critiques d'une large partie du public limousin. Le challenge reste le même : retrouver la Pro-A en deux ans. En 2006, en dépit d'un effectif séduisant sur le papier, les résultats sont en deçà des espérances. Fabien Dubos, star annoncée du recrutement, ne tient pas son statut de leader et David Thèvenon, locomotive de l'équipe en Nm1, semble ne pas digérer le passage à la division supérieure. Cette saison-là, le CSP fait appel à pas moins de six joueurs extra-communautaires et termine sixième du championnat, se faisant éliminer dès les quarts de finale par Quimper.

#### La restructuration du club, saison 2007-2008 (Pro B)
Le Limoges CSP commence l'année 2007 sous un nouveau statut juridique, afin de se mettre en conformité avec les règlements et statuts de la LNB. Le Limoges CSP SASP est né. Limoges compte dans ses rangs le MVP Pro-B de l'année précédente, Ivan Almonte, ainsi que le champion du monde 1998, Dragan Lukovski. Le club est très ambitieux ; mais une semaine avant le début du championnat, il perd sur blessure ces deux joueurs ainsi que Joah Tucker. Blessures qui les poursuivront toute la saison. Durant la trêve des confiseurs, Frédéric Forte fait appel à Olivier Cousin pour le remplacer au poste d'entraineur, ce qui ne suffit pas pour créer le choc psychologique attendu. Finalement, le CSP est éliminé une nouvelle fois en quart de finale par Saint-Étienne.

#### La première tentative, saison 2008-2009 (Pro B)
La saison suivante, c'est le grand ménage : Olivier Cousin est maintenu à son poste, mais l'effectif du Limoges CSP est profondément remanié.
Le CSP commence la saison 2008-2009 avec Dragan Lukovski diminué par une nouvelle blessure, Adam Harrington, Passave-Ducteil, Daniel Oyono et Scott Emerson blessés. Les pigistes médicaux s'enchaînent, deux jokers sont recrutés en novembre, notamment à cause d'une nouvelle blessure de Dragan Lukovski. Ce dernier quitte le club en janvier. En mars, c'est Scott Emerson qui met un terme à sa saison : il souffre d'une tumeur. Puis, c'est au tour d'Adam Harrington de quitter le club, une nouvelle fois blessé à la cheville. En avril, le CSP, pourtant quatrième du championnat, change d'entraîneur, Éric Girard remplaçant Olivier Cousin. Le club se classe cinquième de la phase régulière. Afin de renforcer le collectif avant les play-offs, et dans le souci d'imprimer sa marque, Éric Girard fait appel à l'ailier fort Steffon Bradford. Les marches des quarts de finale contre Clermont et de demi-finale contre Paris-Levallois, assuré de la montée en Pro-A, sont franchies sans difficultés devant un public conquis. Mais en finale, le CSP s'écroule à l'image d'Alhaji Mohammed, fragile chouchou de Beaublanc, face au Poitiers qui présente une équipe quasi inchangée depuis 2006.
Cette défaite condamne le CSP à passer une troisième saison en Pro-B : durant ces trois années, le club aura utilisé 3 entraîneurs et 19 joueurs (en moyenne) par saison, et cela en dépit de budgets élevés.

#### Une montée à la clé, saison 2009-2010 (Pro B)
La saison 2009-2010 est celle des grandes retrouvailles avec le rival éternel, Pau-Orthez, relégué en Pro B à l'issue de la saison précédente et devenu Pau-Lacq-Orthez du fait de problèmes financiers. Le CSP, afin de retrouver enfin la Pro A, a décidé de miser sur la stabilité en conservant une ossature de la saison précédente, dont son meilleur marqueur, le ghanéen Alhaji Mohammed. Les deux équipes sont les favoris logiques de l'épreuve et se retrouvent pour le match aller dès le 3 octobre 2009. La rencontre est diffusée par Sport +, preuve que l'engouement perdure autour de cette affiche historique du basket français, et Pau s'impose 87 à 82 à l'issue d'un match à sens unique. La phase aller se résume globalement à un duel à distance entre les deux géants de la division, qui se retrouvent rapidement nantis d'une belle avance sur leurs poursuivants. Le match retour, le 29 janvier 2010 se classe parmi les grandes rencontres entre les deux clubs, Limoges parvenant à renverser une situation fort compromise pour s'imposer après prolongation 85 à 80. Ce match sera paradoxalement le tournant de la saison, les hommes d'Éric Girard s'effondrant totalement lors de la phase retour, laissant Pau-Lacq-Orthez valider son billet pour la Pro A à cinq journées de la fin de la saison régulière. Le CSP parvient toutefois à conserver la deuxième place et aborde ainsi ces play-offs avec pression mais aussi une possibilité supplémentaire de monter en cas de victoire finale de Pau. À l'issue de deux superbes matchs de quarts de finale contre l'ESSM Le Portel (74-69 ; 82-84), Limoges se qualifie pour les demi-finales contre la JSF Nanterre. Après une victoire du CSP 89 à 83 puis 66 à 69 au match retour, les joueurs limougeauds se qualifient pour la finale de Pro B pour la deuxième année consécutive, celle-ci se déroulant au Palais des Sports de Paris-Bercy. C'est finalement le rival historique, l'Élan Béarnais, qui, grâce à sa victoire lors de la seconde demi-finale face à Aix-Maurienne, permet au CSP de retrouver l'élite. La finale, à l'enjeu anecdotique mais à la forte symbolique est remportée par Pau 78 à 62. L'essentiel est ailleurs : tout Limoges est comblé par ce retour attendu depuis six ans en Pro A.

#### Le retour dans l'élite, saison 2010-2011 (Pro A)

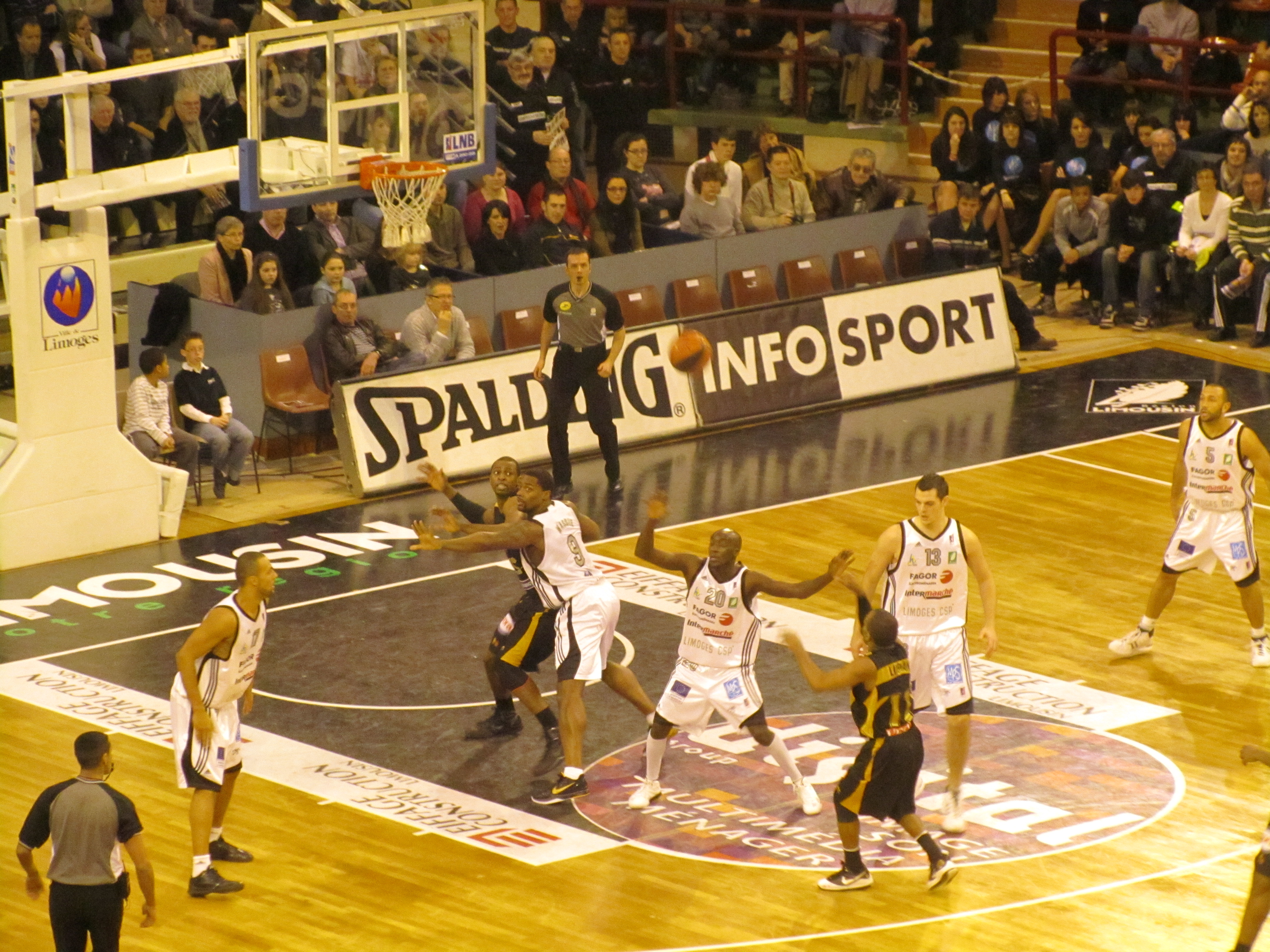
Les noirs et blancs du Limoges CSP en défense de zone face au Sluc Nancy lors de la 12e journée de ProA, 2 janvier 2011(saison 2010-2011).

Le Limoges CSP effectue son grand retour en Pro A pour la saison 2010-2011. Après une préparation prometteuse avec notamment une victoire contre Cholet, la saison du Limoges CSP commence pourtant mal avec une défaite en ouverture (71-79) contre Orléans devant les caméras de Sport +. La probante victoire face au rival palois palois 90-63 lors de la 3e journée laissera entrevoir des espoirs de saison réussie, pourtant la phase aller sera extrêmement difficile, le CSP terminant 13e cette première partie de championnat. Le CSP possède pourtant en Chris Massie un des tout meilleurs joueurs du championnat, leader statistique à l'issue des matchs aller. À la suite de la rencontre retour face à la JA Vichy, marquée par le "buzzer beater" de Jamal Schuler, qui fait perdre à Limoges un match très important pour le maintien (Limoges csp 74-76 JA Vichy), le président Frédéric Forte annonce le 31 janvier 2011 le remplacement de l'entraîneur de début de saison Éric Girard par l'Italo-macédonien Zare Markovski, et ce dans l'espoir de redresser une situation sportive désormais fort compromise. Malheureusement, les premiers matchs de l'ère Markovski se soldent par deux défaites cuisantes face aux deux rivaux historiques que sont l'Élan béarnais Pau-Lacq-Orthez (75-86) et le Poitiers Basket 86, une nouvelle fois victorieux à Beaublanc (76-85). Dès lors, la suite de la saison ne se résumera qu'à une longue descente aux enfers pour le club limousin, les supporters du club allant même jusqu'à manifester leur mécontentement de manière virulente lors du match face à la Chorale de Roanne. La phase retour sera malgré tout marquée par quelques victoires de prestige, dont une sur le parquet du futur champion de France nancéien (93-88 lors de la 26e journée). Le CSP aura quand même quelques derniers espoirs, qui seront définitivement anéantis à Villeurbanne lors de la 28e journée de Pro A après une nouvelle défaite sur le score de 79 à 75 : le CSP redescend en Pro B. La saison 2010-2011 du Limoges CSP sera néanmoins égayée par un beau parcours en Coupe de France. Parvenu en finale, le CSP n'arrive pourtant pas à sauver sa saison en perdant face à l’Élan Chalon sur le score de 79 à 71.

### Retour au vert (depuis 2011)

#### Un passage éclair et un titre de champion de France Pro B, saison 2011-2012 (Pro B)
Après l'échec de la saison 2010-2011, en Pro A, le Limoges CSP retrouve à nouveau la Pro B et compte bien remonté très rapidement même si le président du club, Frédéric Forte n'a pas fixé d'objectifs pour cette saison. La première pierre de l'édifice cercliste est l'arrivée de l'entraîneur limougeaud, Frédéric Sarre. L'effectif du Cercle Saint-Pierre est complètement renouvelé, à l'exception de Raphaël Desroses et Chris Massie qui sont pour leurs parts, reconduits une saison supplémentaire. Les nouvelles recrues sont toutes aussi fortes que celles des saisons précédentes. A la mène, on y trouve Joseph Gomis, l'ex-international français doit partager la mène avec l'américain, Kyle McAlarney et par la suite avec l'officialisation du meneur français, Aldo Curti. Au poste d'ailier, Raphaël Desroses est épauler par Jean-Michel Mipoka, sachant que Joseph Gomis, Kyle McAlarney et Aldo Curti peuvent se décaler au poste 2, voire 3. À l'arrière, Jonathan Hoyaux, en provenance de Chalon-sur-Saône est en quête de temps de jeu. Dans la raquette, l'ex vedette du SOM Boulogne, Landon Milbourne partage le poste d'intérieur avec l'international malien, Sambou Traoré, un habitué de la Pro B lui aussi et au poste de pivot, l'expérimenté, Chris Massie est accompagné du jeune burkinabé, Fréjus Zerbo. Enfin, Thomas Cornely âgé à peine de 20 ans, complète l'équipe. Les spécialistes voient déjà Limoges en tête du championnat. Dès la première journée, le championnat de Pro B peut compter sur le CSP pour figurer parmi les favoris du championnat. Limoges ne rate pas son début de championnat en enchaînant 5 victoires d'affilée avant de s'incliner sur le parquet de Lille (87-78) lors de la sixième journée. À domicile, Limoges tient le coup et inflige des défaites à ses adversaires avec un écart moyen de 10 points lors de la phase aller. Durant cette phase aller, Boulazac, Bordeaux emmené par le joueur NBA, Boris Diaw et Fos-sur-Mer jouent les troubles-fêtes et caracolent avec le CSP en tête du championnat. Le CSP ira s'incliner dans leurs salles. Boulazac s'affirme comme le plus sérieux prétendant à la montée avec Limoges. Lors de la 14e journée, Limoges perd la première place en s'inclinant dans le derby l'opposant à Boulazac (86-82) malgré l’appui des centaines de supporters du Cercle Saint-Pierre venus en nombre au Palio. Limoges est condamné à suivre, à la trace le tout nouveau leader de la Pro B. Contrairement aux saisons précédentes, Limoges maintient un bon rythme et arrache des victoires précieuses sur les parquets d'Antibes (16e journée, 75-77) ou de Rouen (19e journée, 87-88) et reste ainsi bien au contact de son voisin périgourdin. Au moment de la revanche, lors de la 21e journée, entre Limoges et Boulazac, il n'y a qu'une seule victoire d'écart entre les deux équipes. Ce match capitale revêt d'un intérêt médiatique important. France 3 Limousin et Aquitaine diffuseront le match en direct dans un palais des sports de Beaublanc à guichets fermés. 

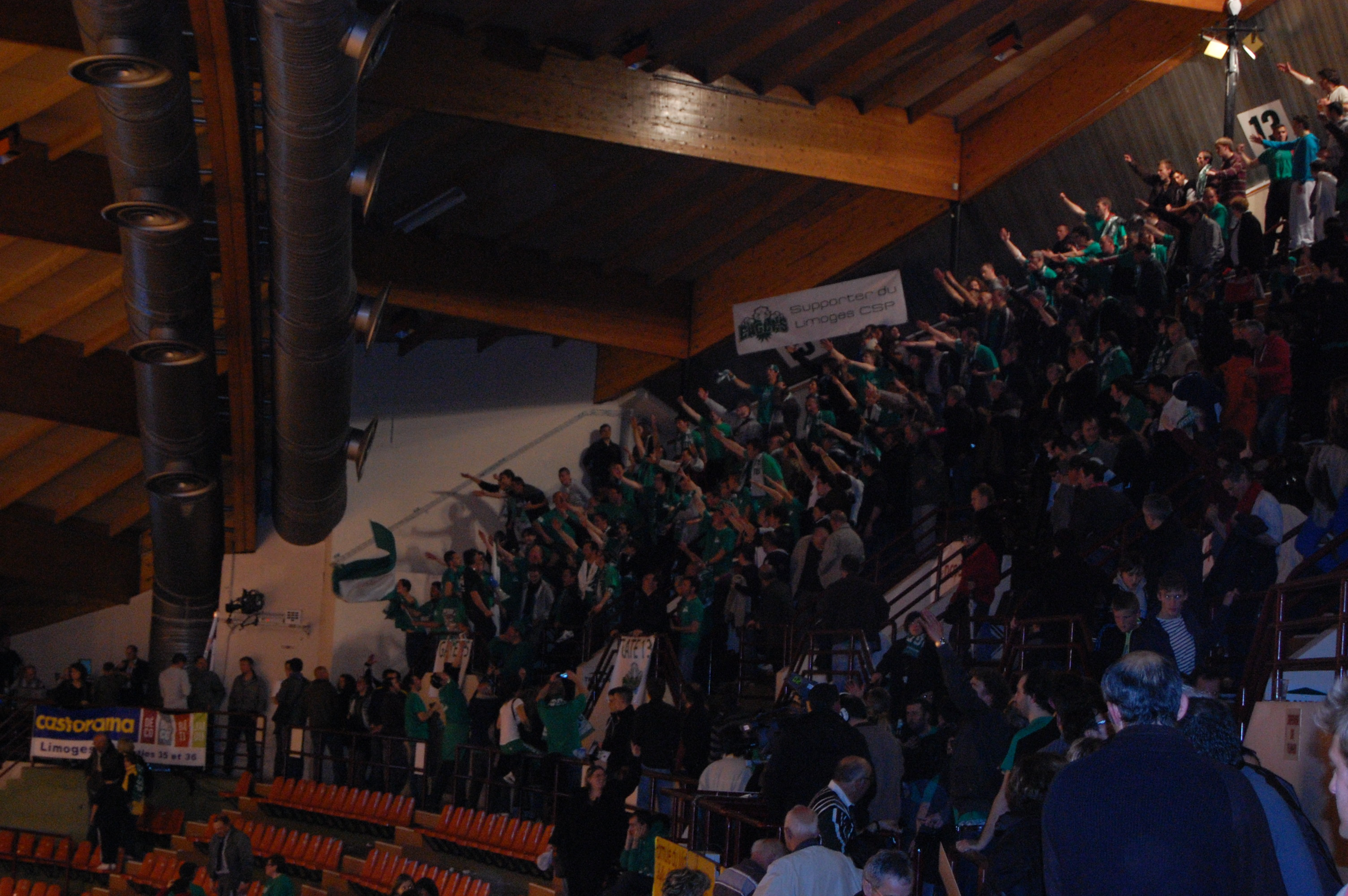
Les Eagles, acteurs de la montée en Pro A du Limoges CSP.

Le CSP s'impose face au BBD, à la dernière seconde grâce à un panier de Sambou Traoré (75-74). Ce n'est pourtant pas suffisant pour les verts qui sont toujours derrière Boulazac au niveau du différentiel de paniers sur les deux rencontres. Il faudra alors pour les cerclistes attendre une défaite des Périgourdins, pour reprendre la tête du championnat.
Boulazac ne tiendra pas et lâchera quelques défaites. Limoges reprend la tête du championnat et monte à l'issue de la 32e journée, en s'imposant à Bourg-en-Bresse sur le score de 88 à 83. Cette montée vaut au CSP de rafler les titres de MVP de Pro B que ce soit celui de MVP étranger pour Chris Massie, de MVP Français pour Joseph Gomis ou encore d'entraîneur pour Frédéric Sarre.
Assuré de terminer premier, Limoges est en bonne position pour atteindre la finale Pro B. Le Cercle Saint-Pierre affronte en quart de finale, l'équipe d’Évreux, 8e à l'issue de la dernière journée régulière. Limoges perd la première opposition en s'inclinant à Beaublanc sur le score de 67 à 72. Les hommes de Frédéric Sarre se réveillent au match retour en s'imposant dans la salle Jean-Fourré (82-86) grâce notamment à Sambou Traoré, auteur de 11 points, 12 rebonds et 2 contres. La belle à Beaublanc voit encore une fois le Limoges CSP s'imposer (72-65). En demi-finale, Fos-sur-Mer se présente face au CSP. Les Cerclistes remportent la première manche d'un match indécis (87-82). Au retour, les Fosséens humilient le club limougeaud (75-61). Cette rencontre sera émaillée de plusieurs accidents. Les Cerclistes sont revanchards comme le fait bien comprendre, le capitaine du Limoges CSP, Raphaël Desroses : « Pleurer après les arbitres pendant trois jours, ça marche encore de nos jours. C’est dommage parce qu’on avait une série à jouer entre hommes et maintenant il y a d’un côté les pleureuses et de l’autre les joueurs de basket. J’ai confiance en mon équipe. Samedi, on n’aura pas besoin des arbitres. Il y aura notre public et nos testicules. Et on les aura. Je respectais cette équipe de Fos, mais aller voir les arbitres à la mi-temps, c’est affligeant. Après il ne faut pas oublier nos maladresses, on les a remis en confiance. On sait pourquoi on a perdu ce match-là et on sait pourquoi on va gagner le prochain ». La belle s'annonce d'une forte intensité sur le terrain et en tribune. Dans une ambiance très chaude, le Cercle Saint-Pierre arrache la victoire face aux Fosséens sur le score de 91 à 84. Par conséquent, Limoges rejoint Boulazac en finale, à Bercy. Tous deux sont assurés de monter en Pro A ce qui n'empêche pas un beau duel final entre les deux leaders de la Pro B. Le CSP veut renouer avec son prestigieux passé. Devant ses supporters, les Verts ont tenu leurs paris et gagnent le trophée de champion de France Pro B face à Boulazac (87-78), onze ans après le dernier titre conquis par le CSP. Les supporters de Limoges fêteront le titre dans la rue devant une foule nombreuse, le soir de la victoire et le mercredi 23 juin 2012.
Parallèlement à ce parcours exceptionnel en championnat, Limoges brille également en Coupe de France. Après avoir éliminé les formations de Bordeaux (Pro B) et Cognac (NM1) en 32e et 18e, le CSP élimine trois formations de Pro A de la compétition. En huitième, l'Asvel prend une lourde défaite à Beaublanc (79-62), puis c'est au tour des joueurs du Mans de subir le gourou des Limougeauds (60-57) et enfin l'équipe du Havre est éliminée de la compétition en demi-finale sur le score 78-68. Limoges se qualifie ainsi pour la finale à Bercy face à l’Élan Chalon. Le deuxième de la saison régulière du championnat de Pro A domine le premier de la Pro B, en finale à Bercy, sur le score de 83 à 75.